# Lista odcinków serialu Domek na prerii
Tymczasowa lista odcinków – do czasu zbudowania poniższej – dostępna jest tutaj
Amerykański serial Domek na prerii (Little House on the Prairie / Little House: A New Beginning), będący luźną adaptacją prozy Laury Ingalls Wilder, powstawał w latach 1974–1984. W tym czasie nakręcono 204 odcinki (9 sezonów) i 5 filmów telewizyjnych. Seria 9 (gdzie zmieniono tytuł na Little House: A New Beginning, czołówkę i wprowadzono nową rodzinę, na której mocno koncentrowała się spora część odcinków) traktowana jest niekiedy jako oddzielny serial – spin-off pierwotnego. Większość odcinków trwa niespełna 50 minut.
W czołówce sezonów 1–8 przedstawiani byli (bez względu na faktyczną obecność w odcinku): Michael Landon, Karen Grassle, Melissa Gilbert, Melissa Sue Anderson (do sezonu 7 włącznie) i Lindsay Sidney Greenbush.
W czołówce sezonu 9 i trzech finałowych filmów pojawiają się: Melissa Gilbert, Dean Butler, Katherine MacGregor, Richard Bull i Victor French.
Nazwiska pozostałych aktorów (również regularni bohaterowie) wymieniane są w napisach początkowych, bądź końcowych, tylko wówczas, gdy w odcinku oni występują, co uwzględniono w informacjach dodatkowych w poniższej liście.

## Odcinek pilotowy
| 001 | 1.00                                       | Little House on the Prairie / Pilot Movie  | Domek na prerii                            | 30.03.1974                | wiosna 1993 (VHS)         |                           |                           |
| Scenariusz: Blanche Hanalis, Jack Hanrahan | Scenariusz: Blanche Hanalis, Jack Hanrahan | Scenariusz: Blanche Hanalis, Jack Hanrahan | Scenariusz: Blanche Hanalis, Jack Hanrahan | Reżyseria: Michael Landon | Reżyseria: Michael Landon | Reżyseria: Michael Landon | Reżyseria: Michael Landon |
| Występują: Michael Landon (Charles Ingalls), Karen Grassle (Caroline Ingalls), Melissa Gilbert (Laura Ingalls), Melissa Sue Anderson (Mary Ingalls), Lindsay Sidney Green Bush (Carrie Ingalls), Victor French (pan Edwards), Victor Mohica (Soldat Du Chene), Cal Bellini (Indianin), Sam Vlahos (Indianin), Richard Alarian (Indianin), Marian Beeler (Charlotte Holbrook), John Steadman (Frederick Holbrook), Ruth Foster (Ruby Ingalls, nazwisko nie pojawia się w czołówce) |                                            |                                            |                                            |                           |                           |                           |                           |
| Streszczenie: Pięcioosobowa rodzina Ingallsów opuszcza domek w lasach Wisconsin i osiedla się na preriach Kansas, gdzie zakładają nowe gospodarstwo i próbują na nowo ułożyć życie. Gdy wygląda na to, że się udało, okazuje się, że muszą wyjechać. Uwagi: Film jest najwierniejszą ekranizacją książek ze wszystkich nakręconych w ramach serialu odcinków. Czas trwania: ~ 90 minut                                                                                            |                                            |                                            |                                            |                           |                           |                           |                           |

## Sezon 1 (1974–1975)
| 001 | 1.01                                      | A Harvest Of Friends                      | Żniwo                                     | 11.09.1974                    | 7.09.1985 (TVP1)              |                               |                               |
| Scenariusz: John Hawkins, William Putman | Scenariusz: John Hawkins, William Putman  | Scenariusz: John Hawkins, William Putman  | Scenariusz: John Hawkins, William Putman  | Reżyseria: Michael Landon     | Reżyseria: Michael Landon     | Reżyseria: Michael Landon     | Reżyseria: Michael Landon     |
| W pozostałych rolach: Richard Bull (Nels Oleson), Kevin Hagen (doktor Baker), Katherine MacGregor (pani Oleson), Karl Swenson (Lars Hanson), Dabbs Greer (pastor), Ruth Foster (pani Foster), Ramon Bieri (Liam O’Neill), James Jeter (Hans Dorfler), Hal Burton (woźnica), Jack Lilley (mieszkaniec), Larry Moran (chłopiec), Cindy Moore (dziewczynka) |                                           |                                           |                                           |                               |                               |                               |                               |
| Streszczenie: Rodzina Ingallsów przeprowadza się do Plum Creek w pobliżu Walnut Grove w stanie Minnesota. Aby zdobyć akt własności farmy, Charles pracuje w kilku miejscach jednocześnie. Ostatecznie okazuje się, że zbyt wiele obowiązków i stresu to zbyt dużo i wykończony Charles spada z drzewa podczas pikniku z rodziną łamiąc sobie kilka żeber. Kiedy handlarz wykorzystuje go zabierając mu woły, Charles przy pomocy dwóch córek, Mary i Laury próbują dotrzymać ustalonego terminu wykonania pracy. Mieszkańcy Walnut Grove obserwujący scenę postanawiają pomóc nowemu przyjacielowi. Pod koniec odcinka słyszymy głos Laury, która mówi, że jej ojciec zebrał żniwo, którego się nie spodziewał – żniwo przyjaźni o którym mówi tytuł odcinka. |                                           |                                           |                                           |                               |                               |                               |                               |
| 002 | 1.02                                      | Country Girls                             | Wieśniaczki                               | 18.09.1974                    | 14.09.1985 (TVP1)             |                               |                               |
| Scenariusz: Juanita Bartlett | Scenariusz: Juanita Bartlett              | Scenariusz: Juanita Bartlett              | Scenariusz: Juanita Bartlett              | Reżyseria: William F. Claxton | Reżyseria: William F. Claxton | Reżyseria: William F. Claxton | Reżyseria: William F. Claxton |
| W pozostałych rolach: Richard Bull (Nels Oleson), Katherine MacGregor (pani Oleson), Charlotte Stewart (panna Beadle), Jack Lilley (mieszkaniec), Alison Arngrim (Nellie Oleson), Jonathan Gilbert (Willie Oleson), Tracie Savage (Christy Kennedy), Robert Hoffman (Sandy Kennedy), Georgia Schmidt (pani Grandy), Ruth Foster (pani Foster), Cindy Moore (uczennica) |                                           |                                           |                                           |                               |                               |                               |                               |
| Streszczenie: Laura i Mary rozpoczynają naukę w szkole w Walnut Grove. Gdy Caroline musi sobie radzić z Harriet Oleson opryskliwą i bogatą właścicielką jedynego sklepu w miasteczku, Laura musi sobie radzić z jej rozpieszczoną córką Nellie Oleson. Jakby tego było mało, Laura ma większy problem niż radzenie sobie z Nellie. Zbliża się Dzień Rodziców i mała Laura martwi się, że nie potrafi napisać pięknego eseju, gdyż brakuje jej słów. Gdy zdaje sobie sprawę, że potrafi zapisać tylko kilka słów, wymyśla opowiadanie o swojej mamie, które mocno wpływa na całą rodzinę Ingallsów. Słowa Laury ukazują bliskość całej rodziny. Uwagi: Zgodnie z numeracją produkcji, odcinek ten ma numer niższy, niż pierwszy odcinek serialu i w związku z tym, często (również w Polsce) jest emitowany jako pierwszy, mimo że zaburza to porządek chronologiczny. |                                           |                                           |                                           |                               |                               |                               |                               |
| 003 | 1.03                                      | 100 Mile Walk                             | Stumilowy spacer                          | 25.09.1974                    | 21.09.1985 (TVP1)             |                               |                               |
| Scenariusz: Ward Hawkins | Scenariusz: Ward Hawkins                  | Scenariusz: Ward Hawkins                  | Scenariusz: Ward Hawkins                  | Reżyseria: William F. Claxton | Reżyseria: William F. Claxton | Reżyseria: William F. Claxton | Reżyseria: William F. Claxton |
| W pozostałych rolach: Karl Swenson (pan Hanson), Don Knight (Jack Peters), Rick Hurst (Jackob Jackobsen), Eve Brent (Elna Jackobsen), Celia Kaye (Willa Sweeney), Bill Zuckert (Tom Cassidy), Lance Kerwin (Danny Peters), Dee Anne (Peggy Peters), Terry Lumley (Connie Faraday), Joe Haworth (Williams), Max Power (Konig), Ruth Foster (pani Foster), Clay Greenbush (chłopiec), Martha Manor (kobieta) |                                           |                                           |                                           |                               |                               |                               |                               |
| Streszczenie: Gradobicie niszczy wszystkie plony Ingallsów. Aby odzyskać pieniądze Charles i kilku jego sąsiadów zaczynają niebezpieczną pracę wykorzystującą dynamit. Irlandczyk, który wysadzał dynamit, podnosił ich na duchu, ale też spowodował tragedię z którą Charles musiał się zmierzyć. W tym samym czasie Caroline z żonami innych farmerów próbują ocalić to, co zostało z plonów, mimo że pesymizm daje się im we znaki. |                                           |                                           |                                           |                               |                               |                               |                               |
| 004 | 1.04                                      | Mr. Edwards’ Homecoming                   | Powrót pana Edwardsa                      | 9.10.1974                     | 28.09.1985 (TVP1)             |                               |                               |
| Scenariusz: Joel Murcott | Scenariusz: Joel Murcott                  | Scenariusz: Joel Murcott                  | Scenariusz: Joel Murcott                  | Reżyseria: Michael Landon     | Reżyseria: Michael Landon     | Reżyseria: Michael Landon     | Reżyseria: Michael Landon     |
| W pozostałych rolach: Victor French (pan Edwards), Dabbs Greer (pastor), Kevin Hagen (doktor Baker), Karl Swenson (pan Hanson), Bonnie Bartlett (wdowa Snider), Ruth Foster (pani Foster), Robert Swan (Bartender), Sunshine Parker (woźnica) |                                           |                                           |                                           |                               |                               |                               |                               |
| Streszczenie: W czasie pobytu w Mankato, Charles spotyka pijanego pana Edwardsa i sprowadza go do Walnut Grove. Aby wyleczyć go z alkoholizmu, załatwia mu pracę w młynie Hansena, podczas gdy Caroline próbuje zeswatać go z wdową Grace Snyder. Pan Edwards walczy o uwagę Grace, lecz jego osobisty żal do Boga zdaje się uniemożliwić związek tych dwojga. Uwagi: Pierwsze pojawienie się Bonnie Bartlett jako Grace Snyder. |                                           |                                           |                                           |                               |                               |                               |                               |
| 005 | 1.05                                      | The Love Of Johnny Johnson                | Miłość Johnny’ego Johnsona                | 9.10.1974                     | 5.10.1985 (TVP1)              |                               |                               |
| Scenariusz: Gerry Day | Scenariusz: Gerry Day                     | Scenariusz: Gerry Day                     | Scenariusz: Gerry Day                     | Reżyseria: William F. Claxton | Reżyseria: William F. Claxton | Reżyseria: William F. Claxton | Reżyseria: William F. Claxton |
| W pozostałych rolach: Charlotte Stewart (panna Beadle), Mitch Vogel (Johnny Johnson), Alison Arngrim (Nellie Oleson), Jimmy McNichol (Harry Baker), Tracie Savage (Christy Kennedy), Jonathan Gilbert (Willie Oleson), Clay Greenbush (uczeń), Cindy Moore (uczennica) |                                           |                                           |                                           |                               |                               |                               |                               |
| Streszczenie: Laura zakochuje się bez wzajemności w znacznie starszym uczniu. Johnny Johnson jest jednak zainteresowany Mary, co powoduje kłótnię dwóch sióstr, mimo iż starsza nie jest zainteresowana chłopcem. Ostatecznie Charles wyjaśnia Laurze, że pewnego dnia ona będzie miała wielu amantów walczących o nią, tak jak teraz ma Mary. Uwagi: Harry Baker, w pierwotnym założeniu, miał być synem doktora Bakera. |                                           |                                           |                                           |                               |                               |                               |                               |
| 006 | 1.06                                      | If I Should Wake Before I Die             | Jeszcze zatańczysz na moim pogrzebie      | 23.10.1974                    | 12.10.1985 (TVP1)             |                               |                               |
| Scenariusz: Harold Swanton | Scenariusz: Harold Swanton                | Scenariusz: Harold Swanton                | Scenariusz: Harold Swanton                | Reżyseria: Victor French      | Reżyseria: Victor French      | Reżyseria: Victor French      | Reżyseria: Victor French      |
| W pozostałych rolach: Richard Bull (pan Oleson), Dabbs Greer (pastor), Kevin Hagen (doktor Baker), Katherine MacGregor (pani Oleson), Charlotte Stewart (panna Beadle), Karl Swenson (pan Hanson), Ruth Foster (pani Foster), Josephine Hutchinson (Amy O’Hara Hearn), Ruth McDevitt (Maddie Elder), Henry Olek (ksiądz Gorman), Betty Lynn (Bridget), Frank Parker (Sean Hearn), Herman Poppe (Andy Hearn), Janice Carroll (matka), Robin Muir (Maureen), Sean Marshall (symulant), Brett Parker |                                           |                                           |                                           |                               |                               |                               |                               |
| Streszczenie: Po śmierci jej najbliższej przyjaciółki, Amy tęskni za swoją rodziną. Podczas rozmowy z dziewczynkami Ingallsów stwierdza, że to jest niesprawiedliwe ze strony najbliższych nie przyjeżdżać na urodziny a pojawiać się na pogrzebie. Amy postanawia „odegrać” własną śmierć, aby zobaczyć się z własnymi dorosłymi dziećmi, a wykorzystuje do tego Charlesa i doktora Hirama Bakera. |                                           |                                           |                                           |                               |                               |                               |                               |
| 007 | 1.07                                      | Town Party, Country Party                 | Dwa przyjęcia                             | 30.10.1974                    | 19.10.1985 (TVP1)             |                               |                               |
| Scenariusz: Juanita Bartlett | Scenariusz: Juanita Bartlett              | Scenariusz: Juanita Bartlett              | Scenariusz: Juanita Bartlett              | Reżyseria: Alf Kjellin        | Reżyseria: Alf Kjellin        | Reżyseria: Alf Kjellin        | Reżyseria: Alf Kjellin        |
| W pozostałych rolach: Richard Bull (pan Oleson), Katherine MacGregor (pani Oleson), Alison Arngrim (Nellie Oleson), Jonathan Gilbert (Willie Oleson), Kim Richards (Olga Nordstrom), Jan Merlin (ojciec Olgi), Maya Van Horn (babcia Olgi), Tracie Savage (Christy Kennedy), Michelle Christie (Cassie), Cindy Moore (uczennica) |                                           |                                           |                                           |                               |                               |                               |                               |
| Streszczenie: W trakcie przyjęcia urodzinowego u Nellie Oleson, Laura rani się w kostkę i zaprzyjaźnia się z Olgą, sympatyczną dziewczynką, która ma wadę wrodzoną – jej jedna noga jest krótsza od drugiej. Ingallsowie postanawiają urządzić własne przyjęcie i w czasie gdy Charles pomaga Oldze pomimo braku wsparcia jej ojca, Laura przygotowuje swoją własną zemstę na Nellie Oleson. |                                           |                                           |                                           |                               |                               |                               |                               |
| 008 | 1.08                                      | Ma’s Holiday                              | Wakacje mamy                              | 6.11.1974                     | 26.10.1985 (TVP1)             |                               |                               |
| Scenariusz: Dale Eunson | Scenariusz: Dale Eunson                   | Scenariusz: Dale Eunson                   | Scenariusz: Dale Eunson                   | Reżyseria: Leo Penn           | Reżyseria: Leo Penn           | Reżyseria: Leo Penn           | Reżyseria: Leo Penn           |
| W pozostałych rolach: Victor French (pan Edwards), Richard Bull (pan Oleson), Bonnie Bartlett (Grace Snider), Olive Dunbar (sprzedawczyni), Norma Connolly (pani Kirkwood), Walter O. Miles (mężczyzna) |                                           |                                           |                                           |                               |                               |                               |                               |
| Streszczenie: Charles i dziewczynki postanawiają zrobić Caroline niespodziankę w postaci romantycznych wakacji. Gdy Grace Snyder nie może zaopiekować się dziećmi pod nieobecność rodziców, pan Edwards podejmuje się tego zadania. Po jakimś czasie zdaje sobie sprawę, że nie potrafi sobie dać rady z dziewczynkami, zwłaszcza z Carrie. W tym samym czasie Caroline nie może przestać myśleć o córkach i cały czas się martwi o ich bezpieczeństwo. |                                           |                                           |                                           |                               |                               |                               |                               |
| 009 | 1.09                                      | School Mom                                | Mama uczy w szkole                        | 13.11.1974                    |                               |                               |                               |
| Scenariusz: Jean Rouverol | Scenariusz: Jean Rouverol                 | Scenariusz: Jean Rouverol                 | Scenariusz: Jean Rouverol                 | Reżyseria: William F. Claxton | Reżyseria: William F. Claxton | Reżyseria: William F. Claxton | Reżyseria: William F. Claxton |
| W pozostałych rolach: Richard Bull (pan Oleson), Katherine MacGregor (pani Oleson), Kevin Hagen (doktor Baker), Charlotte Stewart (panna Beadle), Karl Swenson (pan Hanson), Dirk Blocker (Abel Makay), Kelly Thordsen (Baker Makay), Alison Arngrim (Nellie Oleson), Jonathan Gilbert (Willie Oleson), Jimmy McNichol (Harry Baker), Tracie Savage (Christy Kennedy), Robert Hoffman (Sandy Kennedy), Cindy Moore (uczennica) |                                           |                                           |                                           |                               |                               |                               |                               |
| Streszczenie: Kiedy panna Beadle ulega wypadkowi i doktor Baker zaleca jej odpoczynek, Caroline przejmuje jej obowiązki jako nauczyciel zastępczy. Abel McKay jest uczniem, który nie potrafi czytać i dzieci się z niego naśmiewają. Caroline próbuje mu pomóc, lecz wtrącanie się pani Oleson wyprowadza ją z równowagi i rezygnuje z posady. Gdy dowiaduje się, że pani Oleson zamierza uczyć, nie zgadza się aby Mary i Laura uczęszczały do szkoły. Okazuje się, że wielu rodziców podziela jej zdanie i nie posyła dzieci do szkoły, więc Caroline postanawia uczyć do powrotu panny Beadle. |                                           |                                           |                                           |                               |                               |                               |                               |
| 010 | 1.10                                      | The Raccoon                               | Szop                                      | 20.11.1974                    |                               |                               |                               |
| Scenariusz: Joseph Bonaduce | Scenariusz: Joseph Bonaduce               | Scenariusz: Joseph Bonaduce               | Scenariusz: Joseph Bonaduce               | Reżyseria: William F. Claxton | Reżyseria: William F. Claxton | Reżyseria: William F. Claxton | Reżyseria: William F. Claxton |
| W pozostałych rolach: Richard Bull (pan Oleson), Kevin Hagen (doktor Baker), Charlotte Stewart (panna Beadle), Alison Arngrim (Nellie Oleson), Jonathan Gilbert (Willie Oleson), Tracie Savage (Christy Kennedy), Robert Hoffman (Sandy Kennedy), Cindy Moore (uczennica) |                                           |                                           |                                           |                               |                               |                               |                               |
| Streszczenie: Kiedy Mary przypadkowo tłucze szklaną lalkę Laury, przyprowadza do domu małego szopa, aby pocieszyć siostrę. Laura zatrzymuje zwierzę, daje mu imię Jasper i uczy go sztuczek. Ku jej zaskoczeniu Jasper staje się agresywny, gryzie psa Jacka i ją. Laura boi się stracić przyjaciela, więc zmusza Mary do utrzymania tego zdarzenia w tajemnicy. Gdy Charles zabija szopa chorego na wściekliznę, Mary mówi rodzicom o ugryzieniu i zarówno Laura, jak i pies są pod stałą obserwacją. Jakiś czas później Jack zaczyna wariować, a cała rodzina jest przerażona. |                                           |                                           |                                           |                               |                               |                               |                               |
| 011 | 1.11                                      | The Voice Of Tinker Jones                 | Głos Tinkera Jonesa                       | 4.12.1974                     |                               |                               |                               |
| Scenariusz: Tony Kayden, Michael Russnow | Scenariusz: Tony Kayden, Michael Russnow  | Scenariusz: Tony Kayden, Michael Russnow  | Scenariusz: Tony Kayden, Michael Russnow  | Reżyseria: Leo Penn           | Reżyseria: Leo Penn           | Reżyseria: Leo Penn           | Reżyseria: Leo Penn           |
| W pozostałych rolach: Richard Bull (pan Oleson), Katherine MacGregor (pani Oleson), Dabbs Greer (pastor), Charlotte Stewart (panna Beadle), Karl Swenson (pan Hanson), Chuck McCann (Tinker Jones), Wayne Heffley (pan Kennedy), James Jeter (Hans Dorfler), Ruth Foster (pani Foster), Eileen Ryan (pani Kennedy), Alison Arngrim (Nellie Oleson), Jonathan Gilbert (Willie Oleson), Tracie Savage (Christy Kennedy), Robert Hoffman (Sandy Kennedy), Jimmy McNichol (Harry Baker), Cindy Moore (uczennica), Sean Penn (uczeń) |                                           |                                           |                                           |                               |                               |                               |                               |
| Streszczenie: Pastor Alden wprowadza zamieszanie w Walnut Grove informując mieszkańców o konieczności zakupu dzwonu. Pani Oleson chce zasponsorować zarówno bardzo duży dzwon, jak i tabliczkę upamiętniającą jej hojność. Gdy połowa mieszkańców nie chce zaakceptować darowizny, twierdząc, że tabliczka będzie świętokradztwem, druga część potępia tamtych i oskarża ich o niewdzięczność. Wina spada na pastora a ten jest przekonany, że musi opuścić miasteczko. Z pomocą przychodzi niemowa Tinker Jones, który wraz z dziećmi postanawia stworzyć dzwon na własną rękę, wykorzystując metalowe zabawki, wiadra i miski należące do wszystkich mieszkańców. Uwagi: Wśród Walnut Grovskich dzieci, pomagających Tinkerowi (druciarzowi) Jonsonowi, wypatrzeć można znanego dziś aktora; Seana Penna, którego ojciec był reżyserem wielu – w tym tego – odcinków serialu. |                                           |                                           |                                           |                               |                               |                               |                               |
| 012 | 1.12                                      | The Award                                 | Nagroda                                   | 11.12.1974                    |                               |                               |                               |
| Scenariusz: Michael Landon | Scenariusz: Michael Landon                | Scenariusz: Michael Landon                | Scenariusz: Michael Landon                | Reżyseria: William F. Claxton | Reżyseria: William F. Claxton | Reżyseria: William F. Claxton | Reżyseria: William F. Claxton |
| W pozostałych rolach: Richard Bull (pan Oleson), Dabbs Greer (pastor), Charlotte Stewart (panna Beadle), Ruth Foster (pani Foster), Alison Arngrim (Nellie Olsen), Jonathan Gilbert (Willie Olsen), Cindy Moore (uczennica) |                                           |                                           |                                           |                               |                               |                               |                               |
| Streszczenie: Mary jest zachwycona nagrodą jaką można zdobyć za ponadprogramowy egzamin – piękny nowy słownik. Ucząc się w stodole, zasypia i powoduje pożar. Zaniepokojona i wściekła Caroline zabrania jej wziąć udział w egzaminie. Mary postanawia mimo wszystko wziąć udział w teście, uważając, że gdy wygra, jej matka znów ją będzie kochać. Mary zatrudnia się również w sklepie państwa Oleson, a za zarobione pieniądze kupuje książkę, którą pożyczyła od panny Beadle, a która spłonęła w pożarze. Ostatecznie Caroline dowiaduje się, że Mary wzięła udział w teście, ale nie odpowiedziała na pytania, tylko wyjaśniła nauczycielce co się wydarzyło i dlaczego nie może odpowiedzieć na pytania. Na koniec Caroline mówi Mary, że była dla niej zbyt surowa i że nie powinna jej zabraniać wziąć udział w egzaminie. Uwagi: Michael Landon nie pojawia się w tym odcinku. |                                           |                                           |                                           |                               |                               |                               |                               |
| 013 | 1.13                                      | The Lord Is My Shepherd, part 1           | Pan mym Pasterzem, część 1                | 18.12.1974                    |                               |                               |                               |
| Scenariusz: Michael Landon | Scenariusz: Michael Landon                | Scenariusz: Michael Landon                | Scenariusz: Michael Landon                | Reżyseria: Michael Landon     | Reżyseria: Michael Landon     | Reżyseria: Michael Landon     | Reżyseria: Michael Landon     |
| W pozostałych rolach: Richard Bull (pan Olsen), Katherine MacGregor (pani Olsen), Dabbs Greer (pastor), Kevin Hagen (doktor Baker), Karl Swenson (pan Hanson), Victor French (pan Edwards), Bonnie Bartlett (Grace Snider), Ruth Foster (pani Foster), Jim Jeter (pan Dorfler), William Cort (doktor Mayo), Laurie Lusher (pielęgniarka), Larry Moran (chłopiec) |                                           |                                           |                                           |                               |                               |                               |                               |
| Streszczenie: Rodzina Ingallsów jest zachwycona urodzeniem się chłopca, Charlesa Fredricka Ingallsa. Laura jest zazdrosna o brata, któremu jej tata poświęca całą uwagę i odmawia pomodlenia się za jego dobre zdrowie. Niestety modlitwy Laury są wysłuchane i chłopiec umiera, a jego siostra jest przytłoczona poczuciem winy. Po wysłuchaniu kazania pastora Aldena o cudach, Laura postanawia uciec i modlić się o cud. Uwagi: Po raz pierwszy wyemitowane jako dwugodzinny odcinek, po jakimś czasie uznawane jako dwuczęściowy odcinek. Sfabularyzowana historia Freddiego Ingallsa („granego” przez nieznane niemowlę/ta), jedynego syna Ingallsów, który zmarł z nieznanych przyczyn w wieku niespełna dziesięciu miesięcy. Laura Ingalls Wilder nigdy nie wspomniala o nim w swoich książkach. |                                           |                                           |                                           |                               |                               |                               |                               |
| 014 | 1.14                                      | The Lord Is My Shepherd, part 2           | Pan mym Pasterzem, część 2                | 18.12.1974                    |                               |                               |                               |
| Scenariusz: Michael Landon | Scenariusz: Michael Landon                | Scenariusz: Michael Landon                | Scenariusz: Michael Landon                | Reżyseria: Michael Landon     | Reżyseria: Michael Landon     | Reżyseria: Michael Landon     | Reżyseria: Michael Landon     |
| W pozostałych rolach: Ernest Borgnine (Jonathan), Victor French (pan Edwards), Bonnie Bartlett (Grace Snider) |                                           |                                           |                                           |                               |                               |                               |                               |
| Streszczenie: Laura uważa, że jej zmarły brat znaczył więcej dla jej taty niż ona sama, więc udaje się na najwyższą górę i prosi Boga aby zabrał ją do nieba i pozwolił wrócić na ziemię jej braciszkowi. Charles i pan Edwards wyruszają na poszukiwania dziewczynki. Przy pomocy zesłanego przez niebiosa człowieka Laura zdaje sobie sprawę ile tak naprawdę znaczy dla jej ojca. Uwagi: Po raz pierwszy wyemitowane jako dwugodzinny odcinek, po jakimś czasie uznawane jako dwuczęściowy odcinek. Historia wymyślona dla potrzeb serialu, choć jej „źródło” – mały Freddy Ingalls – istniał rzeczywiście. |                                           |                                           |                                           |                               |                               |                               |                               |
| 015 | 1.15                                      | Christmas At Plum Creek                   | Boże Narodzenie w Plum Creek              | 25.12.1974                    |                               |                               |                               |
| Scenariusz: Arthur Heinemann | Scenariusz: Arthur Heinemann              | Scenariusz: Arthur Heinemann              | Scenariusz: Arthur Heinemann              | Reżyseria: William F. Claxton | Reżyseria: William F. Claxton | Reżyseria: William F. Claxton | Reżyseria: William F. Claxton |
| W pozostałych rolach: Richard Bull (pan Olsen), Katherine MacGregor (pani Olsen), Queenie Smith (pani Whipple), Ruth Foster (pani Foster), Alison Arngrim (Nellie Olsen) |                                           |                                           |                                           |                               |                               |                               |                               |
| Streszczenie: Tuż przed Bożym Narodzeniem wszyscy członkowie rodziny Ingallsów są podekscytowani i mają swoje sekrety. Charles i Mary podejmują w tajemnicy pracę, aby zdobyć pieniądze na prezent dla tych których kochają. Laura czuje się odstawiona na bok, gdyż nie ma co dać rodzinie i nie wie jak zdobyć pieniądze aby coś kupić. Kiedy postanawia sprzedać ukochanego konia Króliczka panu Olesonowi, aby kupić mamie wymarzony piec, sprawia, że te święta staną się niezapomniane dla wszystkich. Carrie przypomina wszystkim o prawdziwym znaczeniu Świąt Bożego Narodzenia. Uwagi: Bunny (Króliczek) jest koniem, który przyszedł na świat w filmie pilotowym, czego świadkiem była Laura. Jego wątek powróci w trzecim sezonie. |                                           |                                           |                                           |                               |                               |                               |                               |
| 016 | 1.16                                      | Family Quarrel                            | Rodzinna kłótnia                          | 15.01.1975                    |                               |                               |                               |
| Scenariusz: Ward Hawkins | Scenariusz: Ward Hawkins                  | Scenariusz: Ward Hawkins                  | Scenariusz: Ward Hawkins                  | Reżyseria: William F. Claxton | Reżyseria: William F. Claxton | Reżyseria: William F. Claxton | Reżyseria: William F. Claxton |
| W pozostałych rolach: Richard Bull (pan Oleson), Katherine MacGregor (pani Oleson), Dabbs Greer (pastor), Kevin Hagen (doktor Baker), Karl Swenson (pan Hanson), Ruth Foster (pani Foster), Alison Arngrim (Nellie Oleson), Jonathan Gilbert (Willie Oleson) |                                           |                                           |                                           |                               |                               |                               |                               |
| Streszczenie: Nels Oleson ma dość snobistycznego i wścibskiego zachowania swojej żony, zwłaszcza w stosunku do rodziny Ingallsów. Pani Oleson nie przejmuje się poglądami swojego męża. Tych dwoje rozpoczyna wielką kłótnię i postanawia się rozejść. Sytuację postanawiają rozładować Ingallsowie przyjaciele Olesonów, przekonując skłóconych aby porozmawiali o tym co ich różni i spróbowali się porozumieć. |                                           |                                           |                                           |                               |                               |                               |                               |
| 017 | 1.17                                      | Doctor’s Lady                             | Narzeczona doktora                        | 22.01.1975                    |                               |                               |                               |
| Scenariusz: Arthur Heinemann, Ann Beckett | Scenariusz: Arthur Heinemann, Ann Beckett | Scenariusz: Arthur Heinemann, Ann Beckett | Scenariusz: Arthur Heinemann, Ann Beckett | Reżyseria: Lewis Allen        | Reżyseria: Lewis Allen        | Reżyseria: Lewis Allen        | Reżyseria: Lewis Allen        |
| W pozostałych rolach: Richard Bull (pan Oleson), Katherine MacGregor (pani Oleson), Karl Swenson (Lars Hanson), Kevin Hagen (doktor Baker), Ruth Foster (pani Foster), Anne Archer (Kate Thorvald), Douglas Dirkson (Ole Olafsen), Bea Morris (Helga Olafsen), Steven Kunz (Hans Olafsen), Jonathan Gilbert (Willie Oleson), Hal Burton (mieszkaniec) |                                           |                                           |                                           |                               |                               |                               |                               |
| Streszczenie: Kiedy Kate, siostrzenica pani Oleson, przyjeżdża z wizytą, doktor Baker zakochuje się w niej i zaczyna się do niej zalecać. Niestety traci nadzieję na szczęśliwy związek, gdyż ma wątpliwości co do swojego wieku. Toczy wewnętrzną walkę, gdyż kocha Kate, ale nie chce jej unieszczęśliwiać związkiem z dużo starszym mężczyzną. Jego ukochana nie ułatwia mu podjęcia trudnej decyzji, gdyż nie widzi problemu w różnicy wieku między nimi. Uwagi: W roli Kate występuje Anne Archer. |                                           |                                           |                                           |                               |                               |                               |                               |
| 018 | 1.18                                      | Circus Man                                | Magik                                     | 29.01.1975                    |                               |                               |                               |
| Scenariusz: Preston Wood, Ward Hawkins | Scenariusz: Preston Wood, Ward Hawkins    | Scenariusz: Preston Wood, Ward Hawkins    | Scenariusz: Preston Wood, Ward Hawkins    | Reżyseria: Victor French      | Reżyseria: Victor French      | Reżyseria: Victor French      | Reżyseria: Victor French      |
| W pozostałych rolach: Richard Bull (pan Oleson), Katherine MacGregor (pani Oleson), Karl Swenson (Lars Hanson), Kevin Hagen (doktor Baker), Red Buttons (William O’Hara) |                                           |                                           |                                           |                               |                               |                               |                               |
| Streszczenie: Zuchwały znachor zatrzymuje się u Ingallsów i reklamuje swój cudowny proszek leczniczy. Rodzina wyrzuca go jednak z ich ziemi, gdy mieszkańcy Walnut Grove zaczynają wybierać jego proszek zamiast leczenia doktora Bakera. Jednakże gdy Jack (pies rodzinny Ingallsów) zostaje potrącony przez wóz, znachor powraca, dając Laurze nadzieję, której dziewczynka potrzebuje oraz wyznając prawdę dotyczącą proszku. Uwagi: W roli znachora występuje Red Buttons. |                                           |                                           |                                           |                               |                               |                               |                               |
| 019 | 1.19                                      | Plague                                    | Epidemia                                  | 5.02.1975                     |                               |                               |                               |
| Scenariusz: William Keys, Michael Landon | Scenariusz: William Keys, Michael Landon  | Scenariusz: William Keys, Michael Landon  | Scenariusz: William Keys, Michael Landon  | Reżyseria: William F. Claxton | Reżyseria: William F. Claxton | Reżyseria: William F. Claxton | Reżyseria: William F. Claxton |
| W pozostałych rolach: Richard Bull (pan Oleson), Katherine MacGregor (pani Oleson), Karl Swenson (Lars Hanson), Kevin Hagen (doktor Baker), Dabbs Greer (pastor), Charlotte Stewart (panna Beadle), Victor French (pan Edwards), Alison Arngrim (Nellie Oleson), Jonathan Gilbert (Willie Oleson), Matt Clark (Eric Boulton), Helen Clark (Sylvie Boulton), Bradley Green (Paul Boulton), Robert Foulk (Peterson), Bill Quinn (Carl Harper), Ivy Bethune (Alice Harper), Leslie Landon (dziewczynka) |                                           |                                           |                                           |                               |                               |                               |                               |
| Streszczenie: Tyfus rozprzestrzenia się w Walnut Grove i kilka osób jest w stanie krytycznym. Rodzina Ingallsów nie zachorowała, ale Charles został narażony na zarażenie i wraz z doktorem Bakerem i pastorem Aldenem poszukują źródła epidemii. Kościół zostaje zamieniony w prowizoryczny szpital, a Charles jest zdruzgotany, gdy widzi swojego najdroższego przyjaciela pana Edwardsa zarażonego tyfusem. Jednak pan Edwards posiada informację, która staje się kluczem do znalezienia źródła epidemii. Uwagi: Po raz pierwszy w serialu pojawia się Leslie Landon, córka Michaela Landona. W tym odcinku gra umierającą dziewczynkę; Leslie – ofiarę choroby. W wywiadzie, Michael Landon opowiadał, że szczególnie ciężko przyszło mu nakręcić tę scenę. Pojawia się ona ponownie w sezonie 3 w odcinku „Wybory” jako dziewczynka w szkole, w sezonie 6 w odcinku „Trzeci cud” jako kobieta w dyliżansie, w sezonie 8 w odcinku „Mądrzejsze serce” jako pomywaczka, oraz w sezonie 9 gra rolę nauczycielki Etty Plum. |                                           |                                           |                                           |                               |                               |                               |                               |
| 020 | 1.20                                      | Child Of Pain                             | Cierpienie                                | 12.02.1975                    |                               |                               |                               |
| Scenariusz: John Meston | Scenariusz: John Meston                   | Scenariusz: John Meston                   | Scenariusz: John Meston                   | Reżyseria: Victor French      | Reżyseria: Victor French      | Reżyseria: Victor French      | Reżyseria: Victor French      |
| W pozostałych rolach: Richard Bull (pan Oleson), Katherine MacGregor (pani Oleson), Karl Swenson (Lars Hanson), Kevin Hagen (doktor Baker), Dabbs Greer (pastor), Charlotte Stewart (panna Beadle), Ruth Foster (pani Foster), Wayne Heffley (pan Kennedy), Harris Yulin (John Stewart), Johnny Lee (Graham Stewart), Alison Arngrim (Nellie Oleson), Jonathan Gilbert (Willie Oleson), Cindy Moore (dziewczynka) |                                           |                                           |                                           |                               |                               |                               |                               |
| Streszczenie: Kiedy panna Beadle odkrywa, że jeden z jej uczniów został po raz kolejny pobity przez ojca alkoholika, rada miasta decyduje się na podjęcie działań. Ingallsowie przyjmują chłopca pod swój dach i postanawiają pomóc jego ojcu wyleczyć się z alkoholizmu. Mimo że wielu mieszkańców Walnut Grove ma wątpliwości, czy uda się wyleczyć chorego, Charles zostaje u niego w domu i pomaga mu przejść przez najtrudniejszą fazę walki z nałogiem. |                                           |                                           |                                           |                               |                               |                               |                               |
| 021 | 1.21                                      | Money Crop                                | Szanse                                    | 19.02.1975                    |                               |                               |                               |
| Scenariusz: John Meston | Scenariusz: John Meston                   | Scenariusz: John Meston                   | Scenariusz: John Meston                   | Reżyseria: Leo Penn           | Reżyseria: Leo Penn           | Reżyseria: Leo Penn           | Reżyseria: Leo Penn           |
| W pozostałych rolach: Richard Bull (pan Oleson), Katherine MacGregor (pani Oleson), Karl Swenson (Lars Hanson), Kevin Hagen (doktor Baker), Wayne Heffley (pan Kennedy), Ruth Foster (pani Foster), Alan Fudge (Joseph Coulter), Julie Cobb (Trudy Coulter), Art Lund (Tom Jorgenson), John Alderson (Henry Holbrook), Lew Brown (pan Leadbettor), Ted Gehring (Ted Stacy), John Pickard (konstabl), Jocelyn Brando (kobieta) |                                           |                                           |                                           |                               |                               |                               |                               |
| Streszczenie: Joseph Coulter, wykształcony farmer namawia innych farmerów do zakupu nowych hybryd kukurydzy. Gdy wraca z zakupionymi plonami ulega wypadkowi, jego wóz stacza się w dół stromego wzgórza a ziarna zostają rozrzucone po okolicy i stają się pożywieniem dla wygłodniałych kruków. Mieszkańcy Walnut Grove obawiają się, że zostali oszukani i rzucają ostre oskarżenia w kierunku żony Josepha. Charles jest przekonany, że coś jest nie tak i w pośpiechu wyrusza na poszukiwania kolegi. Uwagi: Gościnnie występujący Ted Gehring, w dalszych odcinkach będzie się wcielał w rolę miejscowego bankiera; Ebenezera Spragua. |                                           |                                           |                                           |                               |                               |                               |                               |
| 022 | 1.22                                      | Survival                                  | Przetrwanie                               | 26.02.1975                    |                               |                               |                               |
| Scenariusz: John Hawkins, Preston Wood | Scenariusz: John Hawkins, Preston Wood    | Scenariusz: John Hawkins, Preston Wood    | Scenariusz: John Hawkins, Preston Wood    | Reżyseria: William F. Claxton | Reżyseria: William F. Claxton | Reżyseria: William F. Claxton | Reżyseria: William F. Claxton |
| W pozostałych rolach: Robert Tessier (Indianin), Jack Ging (marszałek), Carl Pitti (urzędnik) |                                           |                                           |                                           |                               |                               |                               |                               |
| Streszczenie: Wracając z podróży rodzinnej, Ingallsowie otrzymują podwójne ostrzeżenie od urzędnika. Ostrzega on ich o nadchodzącej zamieci, oraz o ucieczce niebezpiecznego Indianina. Zaskakuje Ingallsów twierdząc, że zbrodnią zbiega było urodzenie się w indiańskiej rodzinie. Po jakimś czasie rodzina musi się schronić w opuszczonej chacie. Charles niemal zamarza na śmierć w czasie poszukiwania jedzenia, ale ratuje go zbiegły Indianin. Kiedy pokazuje się bezwzględny marszałek, Charles jest zmuszony okazać swoją wdzięczność pomagając uciec zbiegowi. |                                           |                                           |                                           |                               |                               |                               |                               |
| 023 | 1.23                                      | To See The World                          | Zobaczyć świat                            | 5.03.1975                     |                               |                               |                               |
| Scenariusz: Gerry Day | Scenariusz: Gerry Day                     | Scenariusz: Gerry Day                     | Scenariusz: Gerry Day                     | Reżyseria: Michael Landon     | Reżyseria: Michael Landon     | Reżyseria: Michael Landon     | Reżyseria: Michael Landon     |
| W pozostałych rolach: Victor French (pan Edwards), Karl Swenson (pan Hanson), Mitch Vogel (Johnny Johnson), Hal Bokar (Hector Johnson), Jane Alice Brandon (Mimi Monroe), James Griffith (Dandy Davis), Robert F. Hoy (Ben Slick), Michael Ross (zezowaty mężczyzna), Jim Boles (Eldred Miller), Olan Soule (agent), Alvin Hammer (pan Quint), Leonard Barr (właściciel), John Hawkins (grubas) |                                           |                                           |                                           |                               |                               |                               |                               |
| Streszczenie: Po kłótni z ojcem, Johnny Johnson postanawia opuścić Walnut Grove, aby „zobaczyć świat”. Pan Edwards towarzyszy mu, gdyż zmierza w tym samym kierunku aby kupić drogą strzelbę. Kiedy Johnny odmawia powrotu do domu, pan Edwards wykorzystuje swoje pieniądze oraz wdzięk pewnej młodej kobiety, aby namówić chłopca do powrotu do domu. |                                           |                                           |                                           |                               |                               |                               |                               |
| 024 | 1.24                                      | Founder’s Day                             | Święto                                    | 7.05.1975                     |                               |                               |                               |
| Scenariusz: Byron Twiggs, Ward Hawkins | Scenariusz: Byron Twiggs, Ward Hawkins    | Scenariusz: Byron Twiggs, Ward Hawkins    | Scenariusz: Byron Twiggs, Ward Hawkins    | Reżyseria: William F. Claxton | Reżyseria: William F. Claxton | Reżyseria: William F. Claxton | Reżyseria: William F. Claxton |
| W pozostałych rolach: Richard Bull (pan Oleson), Katherine MacGregor (pani Oleson), Karl Swenson (Lars Hanson), Kevin Hagen (doktor Baker), Dabbs Greer (pastor), Wayne Heffley (pan Kennedy), Ruth Foster (pani Foster), Georgia Schmidt (pani Grandy), Forrest Tucker (Jim Tyler), Ann Doran (Helen Tyler), Alison Arngrim (Nellie Oleson), Jonathan Gilbert (Willie Oleson), Tracie Savage (Christy Kennedy), Clay Greenbush (chłopiec), Larry Moran (chłopiec), Cindy Moore (dziewczynka), Maggie Munro (dziewczynka) |                                           |                                           |                                           |                               |                               |                               |                               |
| Streszczenie: W Walnut Grove nadchodzi Dzień Założyciela Miasta i wszyscy czekają z niecierpliwością na ekscytujące zawody. Gdy Laura i Mary próbują pokonać we wszystkim Olesonów, Charles zostaje wyzwany przez starego drwala. Gdy Charles chce zyskać szacunek starego i upartego człowieka, jego przeciwnik ma nadzieję, że udowodni iż nadal jest „Królem lasów”, za którego uważa go jego żona. Emocje sięgają zenitu podczas konkursu finałowego, którym było rąbanie drewna a Charles pokazuje się w nieoczekiwany sposób. |                                           |                                           |                                           |                               |                               |                               |                               |

## Sezon 2 (1975–1976)
| 025 | 2.01                         | The Richest Man In Walnut Grove | Najbogatszy człowiek w Walnut Grove | 10.09.1975                    | 9.01.1994 (TVP1)              |                               |                               |
| Scenariusz: Michael Landon | Scenariusz: Michael Landon   | Scenariusz: Michael Landon      | Scenariusz: Michael Landon          | Reżyseria: Michael Landon     | Reżyseria: Michael Landon     | Reżyseria: Michael Landon     | Reżyseria: Michael Landon     |
| W pozostałych rolach: Richard Bull (Nels Oleson), Katherine MacGregor (Harriet Oleson), Dabbs Greer (pastor), Charlotte Stewart (panna Beadle), Karl Swenson (Lars Hanson), Kelly Thordsen (Baker Makay), James Jeter (Hans Dorfler), Queenie Smith (pani Whipple), Alison Arngrim (Nellie Oleson), Jonathan Gilbert (Willie Oleson), Tracie Savage (Christy Kennedy) |                              |                                 |                                     |                               |                               |                               |                               |
| Streszczenie: Młyn Hansona zostaje zamknięty, gdy ważny klient ogłasza upadłość, co sprawia, że Lars Hanson nie może zapłacić Charlesowi za zaległe dwa miesiące pracy. Ingallsowie mają duży dług w sklepie, co zmusza rodzinę do poświęceń i współpracy aby spłacić rachunek. W dniu, w którym Charles spłaca zobowiązania, Nels mówi jak duże wrażeniem wywarła na nim rodzina Ingallsów i że to właśnie Charles jest najbogatszym człowiekiem w Walnut Grove. |                              |                                 |                                     |                               |                               |                               |                               |
| 026 | 2.02                         | Four Eyes                       | Okularnica                          | 17.09.1975                    | 1994 (TVP1)                   |                               |                               |
| Scenariusz: B. W. Sandefur | Scenariusz: B. W. Sandefur   | Scenariusz: B. W. Sandefur      | Scenariusz: B. W. Sandefur          | Reżyseria: William F. Claxton | Reżyseria: William F. Claxton | Reżyseria: William F. Claxton | Reżyseria: William F. Claxton |
| W pozostałych rolach: Katherine MacGregor, Charlotte Stewart, Alison Arngrim, Jonathan Gilbert, Tracie Savage, Cindy Moore oraz Ford Rainey (dokor Burke), Brian Richards (John Stacey) |                              |                                 |                                     |                               |                               |                               |                               |
| Streszczenie: W odcinku tym pojawia się pierwszy problem Mary ze wzrokiem, który, jak się okaże w sezonie 4, doprowadzi ją do ślepoty. Pierwszą wskazówką o problemie z oczami są pogarszające się oceny Mary. Dziewczynka jest podekscytowana na myśl o nowych okularach, ale jej emocje opadają, gdy inni uczniowie dokuczają jej, pomimo uwag panny Beadle, która również nosi okulary. Mary postanawia „zgubić” swoje, aż panna Beadle nieświadomie pokazuje jej, że okulary nie sprawiają, iż wygląda się mniej atrakcyjnie. |                              |                                 |                                     |                               |                               |                               |                               |
| 027 | 2.03                         | Haunted House                   | Dom w którym straszy                | 24.09.1975                    | 1994 (TVP1)                   |                               |                               |
| Scenariusz: Ray Goldrup | Scenariusz: Ray Goldrup      | Scenariusz: Ray Goldrup         | Scenariusz: Ray Goldrup             | Reżyseria: Victor French      | Reżyseria: Victor French      | Reżyseria: Victor French      | Reżyseria: Victor French      |
| W pozostałych rolach: Richard Bull, Katherine MacGregor, Alison Arngrim, Jonathan Gilbert oraz John Anderson (Amos Pike), Steffen Zacharias (Jamie Dent), Lisa Lyon (Lilly Baldwin), Karen Nicoletti (Jane) |                              |                                 |                                     |                               |                               |                               |                               |
| Streszczenie: Kiedy Nellie rzuca wyzwanie Laurze, aby ta weszła do rozklekotanego starego domu, Laura odkrywa, że mieszka tam stary, ale uprzejmy wdowiec. Dowiaduje się, że czeka on na powrót do domu swojej żony, lecz nie wie, że ona dawno zmarła. Laura z chęcią zgłasza się do pomocy w naprawieniu domu, gdy w czasie podróży do Mankato dowiaduje się, że żona przyjaciela nie żyje i nie wróci do domu. Laura musi pomóc przyjacielowi w przyjęciu wiadomości o śmierci ukochanej, oraz przezwyciężeniu smutku. |                              |                                 |                                     |                               |                               |                               |                               |
| 028 | 2.04                         | In The Big Inning               | Mecz                                | 1.10.1975                     | 1994 (TVP1)                   |                               |                               |
| Scenariusz: B. W. Sandefur | Scenariusz: B. W. Sandefur   | Scenariusz: B. W. Sandefur      | Scenariusz: B. W. Sandefur          | Reżyseria: William F. Claxton | Reżyseria: William F. Claxton | Reżyseria: William F. Claxton | Reżyseria: William F. Claxton |
| W pozostałych rolach: Richard Bull, Katherine MacGregor, Dabbs Greer, Kevin Hagen, Charlotte Stewart, Karl Swenson, Victor French, Bonnie Bartlett, Alison Arngrim, Jonathan Gilbert oraz Gregory Walcott (Slick McBurney), Karl Lukas (Jebediah Mumfort), June Dayton (Margaret Mumfort), Chuck Hayward (Cosby) |                              |                                 |                                     |                               |                               |                               |                               |
| Streszczenie: Nadchodzi czas corocznego meczu baseballowego Walnut Grove przeciwko Sleepy Eye. Rewelacyjny miotacz Mumford zdaje się być asem w rękawie drużyny z Walnut Grove, do czasu aż jego żona odkrywa, że mieszkańcy obstawiają zakłady na wynik meczu. Aby położyć kres hazardowi i związanym z nim szaleństwem, nie zgadza się na zagranie męża w meczu. Caroline znajduje sposób, aby namówić panią Mumford na zmianę decyzji. Jednak kłopoty drużyny z Walnut Grove nie kończą się na tym, gdyż rozpoczyna się kłótnia o odpowiednią nazwę dla zespołu. Drużyna ze Sleepy Eye przyjmuje zasadę po trupach do celu, więc walka w grze toczy się w dość niekonwencjonalny sposób. |                              |                                 |                                     |                               |                               |                               |                               |
| 029 | 2.05                         | The Campout                     | Biwak                               | 8.10.1975                     | 1994 (TVP1)                   |                               |                               |
| Scenariusz: Joseph Bonaduce | Scenariusz: Joseph Bonaduce  | Scenariusz: Joseph Bonaduce     | Scenariusz: Joseph Bonaduce         | Reżyseria: William F. Claxton | Reżyseria: William F. Claxton | Reżyseria: William F. Claxton | Reżyseria: William F. Claxton |
| W pozostałych rolach: Richard Bull, Katherine MacGregor, Charlotte Stewart, Alison Arngrim, Jonathan Gilbert, Cindy Moore |                              |                                 |                                     |                               |                               |                               |                               |
| Streszczenie: Pani Oleson wprasza się na Biwak rodziny Ingallsów, gdy zdaje sobie sprawę, że Laura i Mary będą miały przewagę w zrobieniu kolekcji liści na projekt szkolny. W czasie całej wyprawy Ingallsowie i Olesonowie dogadują się jak pies z kotem. W trakcie poszukiwania liści Laura i Nellie wpadają do rwącej rzeki. Gdy Laura odkrywa, że jej rywalka nie potrafi pływać, postanawia odłożyć na bok urazy aby uratować zarówno siebie, jak i Nellie. Po wyjściu z wody, Nellie mówi wszystkim, że to Laura wrzuciła ją do wody, co jest nieprawdą. Rodzeństwo Oleson dostaje jednak „drapiącą” nauczkę przez sumaka jadowitego. |                              |                                 |                                     |                               |                               |                               |                               |
| 030 | 2.06                         | The Spring Dance                | Wiosenna zabawa                     | 29.10.1975                    | 1994 (TVP1)                   |                               |                               |
| Scenariusz: Gerry Day | Scenariusz: Gerry Day        | Scenariusz: Gerry Day           | Scenariusz: Gerry Day               | Reżyseria: William F. Claxton | Reżyseria: William F. Claxton | Reżyseria: William F. Claxton | Reżyseria: William F. Claxton |
| W pozostałych rolach: Richard Bull, Katherine MacGregor, Kevin Hagen, Charlotte Stewart, Victor French, Bonnie Bartlett, Alison Arngrim, Jonathan Gilbert oraz Clay O’Brien (Harry Henderson), Clay Greenbush (chłopiec) |                              |                                 |                                     |                               |                               |                               |                               |
| Streszczenie: Laura chce iść na coroczną wiosenną zabawę z Henrym Hendersonem, a Grace Snyder ma nadzieję, że pan Edwards zaprosi ją. Niestety obaj, zarówno młody, jak i starszy są zbyt nieśmiali, aby je zaprosić. Caroline postanawia nauczyć córkę i koleżankę techniki, którą ona zastosowała na Charlesie, aby ten był zazdrosny. Gdy Laura i Grace bezwstydnie oszukują swoje sympatie, Charles przypomina Caroline dokładne okoliczności zdarzenia sprzed lat, oraz jakie były skutki zachowania jego żony. |                              |                                 |                                     |                               |                               |                               |                               |
| 031 | 2.07                         | Remember Me (Part 1)            | Pamiętajcie o mnie (część 1)        | 5.11.1975                     | 1994 (TVP1)                   |                               |                               |
| Scenariusz: Michael Landon | Scenariusz: Michael Landon   | Scenariusz: Michael Landon      | Scenariusz: Michael Landon          | Reżyseria: Michael Landon     | Reżyseria: Michael Landon     | Reżyseria: Michael Landon     | Reżyseria: Michael Landon     |
| W pozostałych rolach: Richard Bull, Katherine MacGregor, Dabbs Greer, Kevin Hagen, Charlotte Stewart, Karl Swenson, Victor French, Bonnie Bartlett, Ruth Foster, Alison Arngrim, Jonathan Gilbert oraz Patricia Neal (Julia Sanderson), Radames Pera (John Sanderson Jr.), Brian Part (Carl Sanderson), Kyle Richards (Alicia Sanderson), Jim Goodwin (Tyler) |                              |                                 |                                     |                               |                               |                               |                               |
| Streszczenie: Owdowiała matka, Julia Sanderson, dowiaduje się, że jest nieuleczalnie chora i nie ma bliskich krewnych chętnych do opieki nad trójką jej dzieci. Charles obiecuje pani Sanderson, że znajdzie dobry dom dla jej dzieci. W międzyczasie związek Grace Snyder i pana Edwardsa zaczyna kwitnąć. Uwagi: Pierwsze pojawienie się dzieci Sandersonów, późniejszych bliskich przyjaciół Laury i Mary. Wiersz-testament „Pamiętajcie o mnie”, odczytywany na pogrzebie matki dzieci, był czytany również na pogrzebie Michaela Landona i był inspiracją do tytułu filmu dokumentalnego o nim, zrealizowanego m.in. przez Michaela Landona Jr. |                              |                                 |                                     |                               |                               |                               |                               |
| 032 | 2.08                         | Remember Me (Part 2)            | Pamiętajcie o mnie (część 2)        | 12.11.1975                    | 1994 (TVP1)                   |                               |                               |
| Scenariusz: Michael Landon | Scenariusz: Michael Landon   | Scenariusz: Michael Landon      | Scenariusz: Michael Landon          | Reżyseria: Michael Landon     | Reżyseria: Michael Landon     | Reżyseria: Michael Landon     | Reżyseria: Michael Landon     |
| W pozostałych rolach: Richard Bull, Katherine MacGregor, Dabbs Greer, Kevin Hagen, Charlotte Stewart, Karl Swenson, Victor French, Bonnie Bartlett, Alison Arngrim, Jonathan Gilbert oraz Radames Pera (John Sanderson Jr.), Brian Part (Carl Sanderson), Kyle Richards (Alicia Sanderson), Sheldon Allman (Jason Anders), Gerry Gaylor (Sylvia Anders), Irene Tedrow (Minerva Farnsworth) |                              |                                 |                                     |                               |                               |                               |                               |
| Streszczenie: Charles ma problem ze znalezieniem kogoś chętnego do adopcji całej trójki dzieci Sanderson. W pewnym momencie ciotka pani Oleson wyraża chęć adopcji małej Alicji, a pewne małżeństwo bierze pod uwagę przyjęcie Johna Jr. i Carla jako dodatkowe ręce do pracy na farmie. Dzieci długi czas starają się pokazać swoje męstwo w całej sytuacji, ale pewnego dnia Alicia załamuje się i z płaczem oznajmia, że nie chce opuszczać braci i ich dotychczasowej opiekunki Grace Snyder. W ostatniej chwili pan Edwards podejmuje decyzję, która zmieni całe życie jego oraz trójki osieroconych dzieci. Pan Edwards żeni się z Grace Snyder i razem adoptują całą trójkę dzieci Sanderson. Uwagi: Julia Sanderson już się w tym odcinku nie pojawia; słychać jedynie jej głos, odczytujący wiersz „Pamiętajcie o mnie”. |                              |                                 |                                     |                               |                               |                               |                               |
| 033 | 2.09                         | Ebenezer Sprague                | Bankier                             | 19.11.1975                    | 1994 (TVP1)                   |                               |                               |
| Scenariusz: Hindi Brooks | Scenariusz: Hindi Brooks     | Scenariusz: Hindi Brooks        | Scenariusz: Hindi Brooks            | Reżyseria: Victor French      | Reżyseria: Victor French      | Reżyseria: Victor French      | Reżyseria: Victor French      |
| W pozostałych rolach: Richard Bull, Katherine MacGregor, Charlotte Stewart, Karl Swenson, Ruth Foster, Alison Arngrim, Jonathan Gilbert, Tracie Savage oraz Ted Gehring (Ebenezer Sprague), Janice Carroll (pani Kennedy), Ed Crick (pan Taylor), James Killmond (Johnny), Sunshine Parker (mężczyzna), Donna Anderson (kobieta) |                              |                                 |                                     |                               |                               |                               |                               |
| Streszczenie: Charles chce obsiać nowe pole i postanawia uzyskać kredyt od nowego bankiera, Ebenezera Sprague’a. Nieczuły jegomość odmawia zaufania Charlesowi i jego rodzinie, dopóki Laura nieświadomie zaprzyjaźnia się z nim podczas łowienia ryb. Ich przyjaźń i jej gwałtowny koniec pokazuje bankierowi, że nikt nie powinien mieć wątpliwości w stosunku do prawdziwych przyjaciół. |                              |                                 |                                     |                               |                               |                               |                               |
| 034 | 2.10                         | At The End Of The Rainbow       | Na końcu tęczy                      | 10.12.1975                    | 1994 (TVP1)                   |                               |                               |
| Scenariusz: Arthur Heinemann | Scenariusz: Arthur Heinemann | Scenariusz: Arthur Heinemann    | Scenariusz: Arthur Heinemann        | Reżyseria: Michael Landon     | Reżyseria: Michael Landon     | Reżyseria: Michael Landon     | Reżyseria: Michael Landon     |
| W pozostałych rolach: Richard Bull, Katherine MacGregor, Charlotte Stewart, Ted Gehring, Alison Arngrim, Jonathan Gilbert oraz Shane Sinutko (Jonah) |                              |                                 |                                     |                               |                               |                               |                               |
| Streszczenie: Podczas łowienia ryb, Laura i jej przyjaciel Jonah znajdują piryt i mylą,go ze złotem. Laura spędza wiele dni na zbieraniu złotego pyłu i na fantazjowaniu o swojej rodzinie, która byłaby niezwykle bogata, oraz o rodzinie Olesonów, którzy byliby bardzo biedni. Sekret prowadzi do kłótni i pochopnych działań ze strony wścibskich dzieci Oleson. Ostatecznie prawda okazuje się bardzo rozczarowująca dla dwójki podekscytowanych dzieci. |                              |                                 |                                     |                               |                               |                               |                               |
| 035 | 2.11                         | The Gift                        | Prezent                             | 17.12.1975                    | 1994 (TVP1)                   |                               |                               |
| Scenariusz: Rocci Chatfield | Scenariusz: Rocci Chatfield  | Scenariusz: Rocci Chatfield     | Scenariusz: Rocci Chatfield         | Reżyseria: William F. Claxton | Reżyseria: William F. Claxton | Reżyseria: William F. Claxton | Reżyseria: William F. Claxton |
| W pozostałych rolach: Richard Bull, Katherine MacGregor, Dabbs Greer, Kevin Hagen, Charlotte Stewart, Karl Swenson, Ruth Foster, Alison Arngrim, Jonathan Gilbert, Cindy Moore oraz Lurene Tuttle (Agnes Molson), Anne Gee Byrd (pani Hobson), David Byrd (Faubus), Michael Fiore (Bertie), Peter Haas (David), Eve McVeagh (pani Hillstrom), Heather Totten (panna Ames) |                              |                                 |                                     |                               |                               |                               |                               |
| Streszczenie: Dzieci z Walnut Grove zbierają wspólnie pieniądze na nową Biblię dla pastora Aldena i powierzają Mary zebrane fundusze. Jednakże Mary i Laura postanawiają zainwestować pieniądze w pudełko lekarstw, które po sprzedaży pomoże im podwoić fundusze i kupić naprawdę wspaniały prezent da ukochanego pastora. Po wielu intrygach wymyślonych aby zrealizować swój plan, dziewczynki zdają sobie sprawę, że cudowne lekarstwa nie są nikomu potrzebne i muszą powiedzieć prawdę sympatycznemu pastorowi. |                              |                                 |                                     |                               |                               |                               |                               |
| 036 | 2.12                         | His Father’s Son                | Ojciec i syn                        | 7.01.1976                     | 1994 (TVP1)                   |                               |                               |
| Scenariusz: Michael Landon | Scenariusz: Michael Landon   | Scenariusz: Michael Landon      | Scenariusz: Michael Landon          | Reżyseria: Michael Landon     | Reżyseria: Michael Landon     | Reżyseria: Michael Landon     | Reżyseria: Michael Landon     |
| W pozostałych rolach: Kevin Hagen, Victor French, Bonnie Bartlett, Radames Pera, Brian Part, Kyle Richards oraz Bing Russell (Len Coty), E.J. André (Amos Thoms), Peter Haas (Tad Coty) |                              |                                 |                                     |                               |                               |                               |                               |
| Streszczenie: Pan Edwards i John Jr. czują się wyobcowani w swoim towarzystwie, a zdenerwowany pan Edwards próbuje sprawić aby jego syn był taki sam jak on. Ku przerażeniu Johna, pan Edwards proponuje, że zabierze go na polowanie. John pisze list z głębi serca, jednak wydaje mu się, że pan Edwards to lekceważy i nie pozostawia mu wyboru innego niż pójście na polowanie. Podczas podróży przerażające spotkanie pomaga panu Edwardsowi zrozumieć syna, a John uświadamia sobie, że jego ojcu na nim zależy, a listu nie zlekceważył, tylko nie potrafił go przeczytać. |                              |                                 |                                     |                               |                               |                               |                               |
| 037 | 2.13                         | The Talking Machine             | Fonograf                            | 14.01.1976                    | 1994 (TVP1)                   |                               |                               |
| Scenariusz: Harold Swanton | Scenariusz: Harold Swanton   | Scenariusz: Harold Swanton      | Scenariusz: Harold Swanton          | Reżyseria: Victor French      | Reżyseria: Victor French      | Reżyseria: Victor French      | Reżyseria: Victor French      |
| W pozostałych rolach: Richard Bull, Katherine MacGregor, Charlotte Stewart, Alison Arngrim, Jonathan Gilbert, Clay Greenbush, Cindy Moore oraz Eric Shea (Jason), George Furth (Hannibal Godfrey) |                              |                                 |                                     |                               |                               |                               |                               |
| Streszczenie: Laura i Nellie rywalizują o uczucia nowego ucznia, Jasona, który jest niezwykle odkrywczym chłopcem. Gdy Laura towarzyszy Jasonowi w jego eksperymentach, Nellie próbuje użyć swojego nowego fonografu aby zdobyć uczucia chłopca. Gdy Nellie zdaje sobie sprawę, że Jason nie wybierze niej zamiast jej odwiecznej rywalki, postanawia zemścić się na Laurze w straszny i żenujący sposób. |                              |                                 |                                     |                               |                               |                               |                               |
| 038 | 2.14                         | The Pride Of Walnut Grove       | Duma Walnut Grove                   | 28.01.1976                    | 1994 (TVP1)                   |                               |                               |
| Scenariusz: Arthur Heinemann | Scenariusz: Arthur Heinemann | Scenariusz: Arthur Heinemann    | Scenariusz: Arthur Heinemann        | Reżyseria: William F. Claxton | Reżyseria: William F. Claxton | Reżyseria: William F. Claxton | Reżyseria: William F. Claxton |
| W pozostałych rolach: Katherine MacGregor, Charlotte Stewart, Karl Swenson, Alison Arngrim, Cindy Moore oraz John Howard (Hiriam Potter), Beth Howland (urzędnik), Gracia Lee (pani Bell), Doris Martin (pilnujący), Peggy Drier (pilnujący), Rick Segall (chłopiec), Mindy Dow (Mary O’Donnell) |                              |                                 |                                     |                               |                               |                               |                               |
| Streszczenie: Mary staje się uczestniczką stanowego turnieju matematycznego, ale Charlesa nie stać na wydatki związane z podróżą i zakwaterowaniem w czasie trwania konkursu. Rada miasta postanawia zapłacić rachunek, czując wielką dumę ze swojej młodej mieszkanki, co sprawia, że Mary obawia się, iż ich zawiedzie. Jej powrót do Walnut Grove pokazuje, że miasto jest z niej dumne bez względu na to czy zajmie pierwsze miejsce czy nie. Okazuje się, że Mary nie wygrała turnieju, ale była bardzo blisko – na drugim miejscu. |                              |                                 |                                     |                               |                               |                               |                               |
| 039 | 2.15                         | A Matter Of Faith               | Wiara czyni cuda                    | 4.02.1976                     | 1994 (TVP1)                   |                               |                               |
| Scenariusz: B. W. Sandefur | Scenariusz: B. W. Sandefur   | Scenariusz: B. W. Sandefur      | Scenariusz: B. W. Sandefur          | Reżyseria: William F. Claxton | Reżyseria: William F. Claxton | Reżyseria: William F. Claxton | Reżyseria: William F. Claxton |
| W pozostałych rolach: Kevin Hagen, Dabbs Greer, Ruth Foster oraz Kenneth Tobey (Barrett), Moosie Drier (syn Barretta), Morgan Jones (Brad Cullers), K.T. Stevens (pani Cullers), Alan Decker (Toby Cullers), John Alderson (Turnbull) |                              |                                 |                                     |                               |                               |                               |                               |
| Streszczenie: Charles z dziewczynkami wyruszają na wyprawę a Caroline ma dołączyć do nich później. Caroline kaleczy się o kawałek wystającego drutu i małe zadrapanie wkrótce przeradza się w poważne zakażenie. W chwili, gdy chce zrezygnować z walki z infekcją, samotna Caroline otwiera Biblię i decyduje się wykonać niezwykle bolesny zabieg, który wywiera duże wrażenie nawet na doktorze Bakerze. |                              |                                 |                                     |                               |                               |                               |                               |
| 040 | 2.16                         | The Runaway Caboose             | Wagon                               | 11.02.1976                    | 1994 (TVP1)                   |                               |                               |
| Scenariusz: Ernie Durham | Scenariusz: Ernie Durham     | Scenariusz: Ernie Durham        | Scenariusz: Ernie Durham            | Reżyseria: William F. Claxton | Reżyseria: William F. Claxton | Reżyseria: William F. Claxton | Reżyseria: William F. Claxton |
| W pozostałych rolach: Victor French, Bonnie Bartlett, Brian Part, Jonathan Gilbert oraz Sean McClory (Sandy Nelson), Don Collier (Schultz), Arch Johnson (Shell), Parley Baer (J.W.Diamond), Larry J. Blake (Asa Dunn), Paul Bryar (Kelly), James Chandler (Hotchkiss), Robert F. Hoy (strażak), Skip Riley (Jim Fox), Troy Melton (Homer Greenwood), Jerry Gatlin (Steve Ames) |                              |                                 |                                     |                               |                               |                               |                               |
| Streszczenie: Na stacji kolejowej Mary, Laura i Carl włóczą się i wchodzą do jednego z wagonów. Bez ostrzeżenia wagon zaczyna się poruszać i wjeżdża na tory, gdzie wkrótce ma się zderzyć z nadjeżdżającym z drugiej strony pociągiem. Charles i pan Edwards rozpoczynają wyścig z czasem, aby ostrzec maszynistę pociągu i pomyślnie zakończyć walkę z uciekającym wagonem. |                              |                                 |                                     |                               |                               |                               |                               |
| 041 | 2.17                         | Troublemaker                    | Zakała                              | 25.02.1976                    | 1994 (TVP1)                   |                               |                               |
| Scenariusz: John Hawkins | Scenariusz: John Hawkins     | Scenariusz: John Hawkins        | Scenariusz: John Hawkins            | Reżyseria: Victor French      | Reżyseria: Victor French      | Reżyseria: Victor French      | Reżyseria: Victor French      |
| W pozostałych rolach: Richard Bull, Katherine MacGregor, Charlotte Stewart, Karl Swenson, Alison Arngrim, Jonathan Gilbert, Clay Greenbush, Cindy Moore oraz Richard Basehart (Hannibal Appelwood), Jack McCulloch (George Jackson), Sean Kelly (Sven Jacobsen), Cooper Huckabee (Herman Stone), Maggie Munro (uczennica) |                              |                                 |                                     |                               |                               |                               |                               |
| Streszczenie: Panna Beadle zostaje zwolniona z pracy nauczyciela, gdy nieodpowiednie zachowanie kilku starszych chłopców staje się nie do zniesienia. Na jej miejsce przychodzi trzymający klasę w ryzach Hannibal Applewood, którego uczniowie z pogardą nazywają Pan Crabapple. Działając na podstawie fałszywej sugestii pani Oleson, pan Applewood szybko uznaje Laurę jako zakałę klasy, niesprawiedliwie karze ją za wykroczenia innych, a nawet wyrzuca ją ze szkoły, gdy zostają zniszczone prace klasowe. Gdy sprawy wymykają się spod kontroli, Charles postanawia wkroczyć i dowiedzieć się skąd pan Applewood ma tak bogate CV. Uwagi: W roli pana Applewooda wystąpił Richard Basehart. |                              |                                 |                                     |                               |                               |                               |                               |
| 042 | 2.18                         | The Long Road Home              | Długa droga do domu                 | 3.03.1976                     | 29.05.1994 (TVP1)             |                               |                               |
| Scenariusz: John Hawkins | Scenariusz: John Hawkins     | Scenariusz: John Hawkins        | Scenariusz: John Hawkins            | Reżyseria: Michael Landon     | Reżyseria: Michael Landon     | Reżyseria: Michael Landon     | Reżyseria: Michael Landon     |
| W pozostałych rolach: Victor French, Bonnie Bartlett, Radames Pera, Brian Part, Kyle Richards oraz Richard Jaeckel (Murphy), Louis Gossett Jr. (Henry Hill), John Mitchum (Sam Benson), Bill Quinn (James Frazer), Robert Doyle (Homer), Frank Ferguson (Calder), Larry Golden (Bodeen), Guy Raymond (przewodnik), Judson Pratt (Sam Wallace), Jim Boles (Sam Garvey) |                              |                                 |                                     |                               |                               |                               |                               |
| Streszczenie: W czasie kryzysu Charles i pan Edwards podejmują się pracy polegającej na przewiezieniu całego wozu wysoce wybuchowego płynnego dynamitu po krętych i płynnych drogach. Tej samej pracy podejmuje się doświadczony murzyn Henry Hill i uprzedzony młody człowiek, który nie chce zaakceptować swojego partnera. W trakcie trudnych objazdów, walcząc z bandytami i uprzedzeniami, Charles i pan Edwards muszą ciężko pracować w czasie długiej drogi do domu. Uwagi: W roli Henry’ego Hilla wystąpił Louis Gossett Jr. |                              |                                 |                                     |                               |                               |                               |                               |
| 043 | 2.19                         | For My Lady                     | Dla Caroline                        | 10.03.1976                    | 1994 (TVP1)                   |                               |                               |
| Scenariusz: B. W. Sandefur | Scenariusz: B. W. Sandefur   | Scenariusz: B. W. Sandefur      | Scenariusz: B. W. Sandefur          | Reżyseria: William F. Claxton | Reżyseria: William F. Claxton | Reżyseria: William F. Claxton | Reżyseria: William F. Claxton |
| W pozostałych rolach: Ted Gehring, Katherine MacGregor, Karl Swenson, Jonathan Gilbert oraz Mariette Hartley (wdowa Thurmond), Richard Collier (Burnside) |                              |                                 |                                     |                               |                               |                               |                               |
| Streszczenie: Aby kupić Caroline nowy zestaw porcelany, Charles potajemnie podejmuje się pracy stolarskiej dla młodej i atrakcyjnej wdowy Elizabeth Thurmond. Problem polega na tym, że pani Oleson zasiewa w Mary podejrzenia, że tam dzieje się coś więcej niż praca stolarska. Laura i Mary postanawiają, że muszą na własną rękę spróbować odzyskać tatę. Uwagi: W roli Elizabeth Thurmond wystąpiła Mariette Hartley. |                              |                                 |                                     |                               |                               |                               |                               |
| 044 | 2.20                         | Centennial                      | Setna rocznica                      | 17.03.1976                    | 1994 (TVP1)                   |                               |                               |
| Scenariusz: John Hawkins | Scenariusz: John Hawkins     | Scenariusz: John Hawkins        | Scenariusz: John Hawkins            | Reżyseria: William F. Claxton | Reżyseria: William F. Claxton | Reżyseria: William F. Claxton | Reżyseria: William F. Claxton |
| W pozostałych rolach: Richard Bull, Katherine MacGregor, Dabbs Greer, Charlotte Stewart, Karl Swenson, Victor French, Bonnie Bartlett, Ruth Foster, Kelly Thordsen, Radames Pera, Brian Part, Kyle Richards, Alison Arngrim, Jonathan Gilbert oraz Theodore Bikel (Yuli Pyatakov), Ike Eisenmann (Victor Pyatakov), Lisa Pera (Fanya Pyatakov), William Schallert (Snell), Rayford Barnes (Taylor) |                              |                                 |                                     |                               |                               |                               |                               |
| Streszczenie: Walnut Grove przygotowuje się do obchodów setnej rocznicy uzyskania niepodległości, ale uroczystość jest zagrożona, gdy zostają podniesione podatki. Rosyjski imigrant Yuli Pyatakov wygłasza żarliwą przemowę mówiącą o tym jak mu się żyje w Ameryce, oraz jak kocha ten kraj pomimo wad. Zainspirowani mieszkańcy postanawiają wznowić przygotowania do uroczystości. Uwagi: W roli Yuli Pyatakova wystąpił Theodore Bikel. |                              |                                 |                                     |                               |                               |                               |                               |
| 045 | 2.21                         | Soldier’s Return                | Powrót żołnierza                    | 24.03.1976                    | 1994 (TVP1)                   |                               |                               |
| Scenariusz: B. W. Sandefur | Scenariusz: B. W. Sandefur   | Scenariusz: B. W. Sandefur      | Scenariusz: B. W. Sandefur          | Reżyseria: William F. Claxton | Reżyseria: William F. Claxton | Reżyseria: William F. Claxton | Reżyseria: William F. Claxton |
| W pozostałych rolach: Richard Bull, Katherine MacGregor, Kevin Hagen, Dabbs Greer, Queenie Smith, Ruth Foster, Alison Arngrim, Jonathan Gilbert oraz Richard Mulligan (Granville Whipple), Michael-James Wixted (Roy Collins Jr.), Kelly Jean Peters (Vera Collins), Eddie Hice (Roy Collins) |                              |                                 |                                     |                               |                               |                               |                               |
| Streszczenie: Syn pani Whipple, Granville, wraca do Walnut Grove, aby wznowić swoją karierę jako nauczyciel muzyki. Staje się bliski Mary Ingalls, która oferuje przepisywanie nut w zamian za lekcje. Jego nowe życie pogarsza się, gdy młody chłopak, którego ojca Granville porzucił, przypomina mu o jego przeszłości za pomocą rogu myśliwskiego. Powraca jego uzależnienie od morfiny, które przyczynia się do jego samobójstwa. Uwagi: W roli Granville’a Whipple’a wystąpił Richard Mulligan. |                              |                                 |                                     |                               |                               |                               |                               |
| 046 | 2.22                         | Going Home                      | Do domu                             | 31.03.1976                    | 26.06.1994 (TVP1)             |                               |                               |
| Scenariusz: Michael Landon | Scenariusz: Michael Landon   | Scenariusz: Michael Landon      | Scenariusz: Michael Landon          | Reżyseria: Michael Landon     | Reżyseria: Michael Landon     | Reżyseria: Michael Landon     | Reżyseria: Michael Landon     |
| W pozostałych rolach: Dabbs Greer, Karl Swenson, Victor French, Bonnie Bartlett, Radames Pera, Brian Part, Kyle Richards oraz E.J. André (Adam Simms), Lurene Tuttle (Anna Simms) |                              |                                 |                                     |                               |                               |                               |                               |
| Streszczenie: Uprawy i farma Ingallsów legły w gruzach po katastrofalnym tornado, które ogarnęło całą okolicę. Przygnębiony Charles nie widzi szans na podniesienie się na nogi, więc postanawia przenieść się z rodziną do domu w Wisconsin i sprzedaje gospodarstwo. Tymczasem Mary i John Jr. martwią się o swój kwitnący związek, który prowadzi do pierwszego pocałunku Mary oraz do rozmów o małżeństwie. Zdruzgotana Laura modli się, aby jej tata nie tracił siły i wiary. Odpowiedź na modlitwę zostaje udzielona w postaci poprzednich właścicieli farmy, którzy chcą wykupić swoje stare gospodarstwo. |                              |                                 |                                     |                               |                               |                               |                               |

## Sezon 3 (1976–1977)
| 047 | 3.01                                     | The Collection                           | Zbiórka                                  | 27.09.1976                    | 3.07.1997 (Polsat 2)          |                               |                               |
| Scenariusz: Arthur Heinemann | Scenariusz: Arthur Heinemann             | Scenariusz: Arthur Heinemann             | Scenariusz: Arthur Heinemann             | Reżyseria: Michael Landon     | Reżyseria: Michael Landon     | Reżyseria: Michael Landon     | Reżyseria: Michael Landon     |
| W pozostałych rolach: Richard Bull, Ted Gehring, Dabbs Greer, Kevin Hagen, Katherine MacGregor, Victor French, Queenie Smith, Ruth Foster, Kyle Richards oraz Johnny Cash (Caleb Hodgekiss), June Carter Cash (Mattie Hodgekiss), Hope Summers (Addie Bjornesen) |                                          |                                          |                                          |                               |                               |                               |                               |
| Streszczenie: Gdy pastor Alden zaczyna chorować w trakcie zbiórki pieniędzy, były skazaniec Caleb Hodgekiss postanawia udawać pastora i zbierać pieniądze na własny użytek. Wraca do Walnut Grove i przy pomocy mieszkańców zwiększa ilość zebranych pieniędzy, ale również zdaje sobie sprawę z tego jak dobrych ludzi okrada. Uwagi: W roli Caleba Hodgekissa oraz jego małżonki wystąpili Johnny Cash i June Carter Cash |                                          |                                          |                                          |                               |                               |                               |                               |
| 048 | 3.02                                     | I’ll Ride The Wind                       | Posiodłać wiatr                          | 10.01.1977                    | 2.07.1997 (Polsat 2)          |                               |                               |
| Scenariusz: Harold Swanton | Scenariusz: Harold Swanton               | Scenariusz: Harold Swanton               | Scenariusz: Harold Swanton               | Reżyseria: William F. Claxton | Reżyseria: William F. Claxton | Reżyseria: William F. Claxton | Reżyseria: William F. Claxton |
| W pozostałych rolach: Victor French, Bonnie Bartlett, Radames Pera, Brian Part, Kyle Richards oraz Walker Edmiston (Frederick Deerling) |                                          |                                          |                                          |                               |                               |                               |                               |
| Streszczenie: Miłość między Mary i Johnem Jr. nadal kwitnie, a małżeństwo może wkrótce zostać zawarte. Ale Mary obawia się, że stoi Johnowi na drodze do spełnienia jego marzenia o zostaniu pisarzem. |                                          |                                          |                                          |                               |                               |                               |                               |
| 049 | 3.03                                     | Bunny                                    | Króliczek                                | 4.10.1976                     | lipiec 1997 (Polsat 2)        |                               |                               |
| Scenariusz: Michael Landon | Scenariusz: Michael Landon               | Scenariusz: Michael Landon               | Scenariusz: Michael Landon               | Reżyseria: Michael Landon     | Reżyseria: Michael Landon     | Reżyseria: Michael Landon     | Reżyseria: Michael Landon     |
| W pozostałych rolach: Richard Bull, Kevin Hagen, Katherine MacGregor, Charlotte Stewart, Alison Arngrim, Jonathan Gilbert, Eric Shea |                                          |                                          |                                          |                               |                               |                               |                               |
| Streszczenie: Nellie wybiera się na przejażdżkę na Króliczku, ukochanej klaczy Laury, i zaczyna się nad nią znęcać. Koń zaczyna szaleć i zrzuca Nellie z siodła. Dziewczyna jest wstrząśnięta, ale nie poważnie ranna, jednak postanawia udawać sparaliżowaną. Laura, jak i całe miasteczko, daje się nabrać i czując wyrzuty sumienia postanawia pomóc. Pani Oleson postanawia, że jedyne, co trzeba zrobić w tej sytuacji, to zastrzelić Króliczka. Pewnego dnia podczas wizyty u Olesonów Laura dowiaduje się, że z Nellie jest wszystko w porządku i postanawia wyjawić jej sekret wrzucając ją z wózkiem do stawu. Na koniec Nellie dostaje furii, gdyż pokrzyżowano jej plany. Uwagi: W odcinku do Laury powraca kucyk oddany Nellie w zamian za piecyk dla mamy Laury w odcinku pierwszego sezonu „Boże Narodzenie w Plum Creek”. Konika odtwarzał kuc Ott. |                                          |                                          |                                          |                               |                               |                               |                               |
| 050 | 3.04                                     | The Race                                 | Wyścig                                   | 25.10.1976                    | lipiec 1997 (Polsat 2)        |                               |                               |
| Scenariusz: John V. Hanrahan | Scenariusz: John V. Hanrahan             | Scenariusz: John V. Hanrahan             | Scenariusz: John V. Hanrahan             | Reżyseria: William F. Claxton | Reżyseria: William F. Claxton | Reżyseria: William F. Claxton | Reżyseria: William F. Claxton |
| W pozostałych rolach: Richard Bull, Kevin Hagen, Katherine MacGregor, James Jeter, Karl Swenson, Alison Arngrim, Jonathan Gilbert, Jack Lilley, Carl Pitti oraz Walter Brooke (Sandler) |                                          |                                          |                                          |                               |                               |                               |                               |
| Streszczenie: Rozpoczynając w miejscu w którym zakończył się poprzedni odcinek, Nellie dokucza Laurze, która pracuje w stajni, aby zakupić podkowy dla swojej klaczy Króliczka. Zbliża się wyścig i Laura z Króliczkiem są faworytami. Pani Oleson pomimo wątpliwości Nelsa kupuje Nellie rasowego i drogiego konia i planuje wystawić go w wyścigu przeciwko Króliczkowi Laury. |                                          |                                          |                                          |                               |                               |                               |                               |
| 051 | 3.05                                     | Little Girl Lost                         | Jeszcze jedna szansa                     | 18.10.1976                    | lipiec 1997 (Polsat 2)        |                               |                               |
| Scenariusz: Paul W. Cooper | Scenariusz: Paul W. Cooper               | Scenariusz: Paul W. Cooper               | Scenariusz: Paul W. Cooper               | Reżyseria: Michael Landon     | Reżyseria: Michael Landon     | Reżyseria: Michael Landon     | Reżyseria: Michael Landon     |
| W pozostałych rolach: Richard Bull, Dabbs Greer, Kevin Hagen, Charlotte Stewart, Karl Swenson, Victor French, Bonnie Bartlett, Carl Pitti, Alison Arngrim, Jonathan Gilbert, Brian Part, Cindy Moore oraz John Ireland (Wendell Loudy) |                                          |                                          |                                          |                               |                               |                               |                               |
| Streszczenie: Carrie okazuje się być utrapieniem, gdy towarzyszy starszym siostrom Mary i Laurze w zbieraniu insektów na projekt szkolny. Wkrótce dziewczynki żałują, że były zirytowane młodszą siostrą, gdyż Carrie wpada do starego szybu kopalni. Pijany stary górnik znajduje okazję do odkupienia swoich win, próbując wydobyć Carrie spod ziemi zanim kopalnia się zawali i pogrzebie dziewczynkę żywcem. |                                          |                                          |                                          |                               |                               |                               |                               |
| 052 | 3.06                                     | The Monster Of Walnut Grove              | Potwór z Walnut Grove                    | 1.11.1976                     | lipiec 1997 (Polsat 2)        |                               |                               |
| Scenariusz: John Hawkins | Scenariusz: John Hawkins                 | Scenariusz: John Hawkins                 | Scenariusz: John Hawkins                 | Reżyseria: William F. Claxton | Reżyseria: William F. Claxton | Reżyseria: William F. Claxton | Reżyseria: William F. Claxton |
| W pozostałych rolach: Richard Bull, Katherine MacGregor, Charlotte Stewart, Alison Arngrim, Jonathan Gilbert, Brian Part, Cindy Moore, Jack Lilley, Ruth Foster oraz Milton Parsons (Thaddeus Moon) |                                          |                                          |                                          |                               |                               |                               |                               |
| Streszczenie: W Halloween Laura przez przypadek zauważa, jak pan Oleson w trakcie kłótni z żoną odcina komuś głowę i myśląc, że to była pani Oleson ucieka w popłochu. Głowę stracił tylko manekin a pani Oleson wyjeżdża następnego ranka aby zobaczyć się z rodziną. Laura opowiada o całej historii rodzicom i siostrze, ale oni jej nie wierzą. Pierwszą osobą która w końcu wierzy Laurze jest Carl i razem postanawiają powiedzieć Nellie i Williemu, że ich mama nie żyje. Widząc poplamiony fartuch mamy, rodzeństwo początkowo wierzy, ale dowiadują się, że plama była tylko z sosu. Postanawiają jednak udawać, że wierzą w śmierć mamy i zabawić się kosztem Laury i Carla. |                                          |                                          |                                          |                               |                               |                               |                               |
| 053 | 3.07                                     | Journey In The Spring (Part 1)           | Wiosenna podróż (część 1)                | 15.11.1976                    | lipiec 1997 (Polsat 2)        |                               |                               |
| Scenariusz: Michael Landon | Scenariusz: Michael Landon               | Scenariusz: Michael Landon               | Scenariusz: Michael Landon               | Reżyseria: Michael Landon     | Reżyseria: Michael Landon     | Reżyseria: Michael Landon     | Reżyseria: Michael Landon     |
| W pozostałych rolach: Victor French, Carl Pitti, Brian Part, Kyle Richards oraz Jan Sterling (Laura Colby Ingalls), Arthur Hill (Lansford Ingalls), Matthew Laborteaux (Charles Ingalls jako dziecko), Mark Lenard (Peter Ingalls), Hersha Parady (Eliza Ingalls), Carlena Gower (Amelia Ingalls), Jim Boles (Brewster) |                                          |                                          |                                          |                               |                               |                               |                               |
| Streszczenie: Mama Charlesa umiera po długiej chorobie, więc jedzie on do Wisconsin aby pomóc w zorganizowaniu pogrzebu. Ojciec Charlesa, Landsford Ingalls jest bardzo przygnębiony i po kłótni z synem postanawia popełnić samobójstwo podpalając dom. Charles ratuje ojca i namawia go na przyjazd do Walnut Grove aby ochłonąć z emocji. W trakcie pobytu z rodziną syna, Landsforda zaczynają łączyć szczególne relacja z wnuczką Laurą. Okazuje się, że Laura otrzymała imię po swojej babci, czyli mamie Charlesa a żonie Landsforda. Uwagi: Pierwsze pojawienie się Matthew Laborteaux, który odtwarza tu rolę Charlesa Ingallsa w dzieciństwie, a w piątej serii powróci jako Albert oraz Hershy Parady (tu, w roli szwagierki Charlesa; Elizy Anne Ingalls), która w sezonach 4-6 będzie grała rolę Alice Garvey. |                                          |                                          |                                          |                               |                               |                               |                               |
| 054 | 3.08                                     | Journey In The Spring (Part 2)           | Wiosenna podróż (część 2)                | 25.11.1976                    | lipiec 1997 (Polsat 2)        |                               |                               |
| Scenariusz: Michael Landon | Scenariusz: Michael Landon               | Scenariusz: Michael Landon               | Scenariusz: Michael Landon               | Reżyseria: Michael Landon     | Reżyseria: Michael Landon     | Reżyseria: Michael Landon     | Reżyseria: Michael Landon     |
| W pozostałych rolach: Victor French oraz Arthur Hill (Lansford Ingalls), Jim Boles (Brewster), Robert Gibbons (urzędnik na kolei) |                                          |                                          |                                          |                               |                               |                               |                               |
| Streszczenie: Laura wciąż przypomina jej dziadkowi, Landsfordowi, o jego zmarłej żonie, co sprawia, że relacje dziadka i wnuczki pogłębiają się. „Związek” między nimi rozpada się, gdy ukochana klacz Laury, Króliczek, zostaje ranna. Landsford mówi Laurze, że spróbuje zaopiekować się klaczą do jej powrotu do zdrowia, ale Charles widzi, że koń jest zbyt poważnie ranny i musi zostać zastrzelony. Laura jest zła, gdy Landsford zdaje sobie sprawę, że jego syn postąpił słusznie a on nie powinien niczego obiecywać, gdy nie może dotrzymać obietnicy. Landsford chce odejść sprawiając, że Laura próbuje zrobić wszystko, aby go przekonać, żeby został tak długo, jak chce. |                                          |                                          |                                          |                               |                               |                               |                               |
| 055 | 3.09                                     | Fred                                     | Fred                                     | 29.11.1976                    | lipiec 1997 (Polsat 2)        |                               |                               |
| Scenariusz: Robert Vincent Wright | Scenariusz: Robert Vincent Wright        | Scenariusz: Robert Vincent Wright        | Scenariusz: Robert Vincent Wright        | Reżyseria: William F. Claxton | Reżyseria: William F. Claxton | Reżyseria: William F. Claxton | Reżyseria: William F. Claxton |
| W pozostałych rolach: Dabbs Greer, Kevin Hagen, Katherine MacGregor, Charlotte Stewart, Victor French, Bonnie Bartlett, Brian Part, Alison Arngrim, Jonathan Gilbert, Bryce Berg oraz Don Barry (Rufe Parsons), Joan Tompkins (pani Parsons), Arthur Space (Phineas Jenks) |                                          |                                          |                                          |                               |                               |                               |                               |
| Streszczenie: Laura rozpoczyna pracę u farmera, aby zarobić dodatkowe pieniądze, ale zamiast zapłaty wybiera kozła o imieniu Fred. Fred szybko sieje spustoszenie w całym Walnut Grove rozpoczynając od zjedzenia upraw Ingallsów, a kończąc na uderzeniu pani Oleson i pastora Aldena porożem w zadek. Charles zmusza Laurę, aby ta pozbyła się kozła. Uwagi: Don „Red” Barry, grający tu farmera, który sprzedaje Laurze kozła, wkrótce powróci jako jeden z mieszkańców miasteczka; Jud Larabee. Jego żonę grać będzie również Joan Tompkins. |                                          |                                          |                                          |                               |                               |                               |                               |
| 056 | 3.10                                     | The Bully Boys                           | Łobuzy                                   | 6.12.1976                     | lipiec 1997 (Polsat 2)        |                               |                               |
| Scenariusz: B. W. Sandefur | Scenariusz: B. W. Sandefur               | Scenariusz: B. W. Sandefur               | Scenariusz: B. W. Sandefur               | Reżyseria: Victor French      | Reżyseria: Victor French      | Reżyseria: Victor French      | Reżyseria: Victor French      |
| W pozostałych rolach: Richard Bull, Katherine MacGregor, Charlotte Stewart, Dabbs Greer, Kevin Hagen, Karl Swenson, Victor French, Bonnie Bartlett, Alison Arngrim, Jonathan Gilbert, Cindy Moore oraz Roy Jenson (George Galender), Geoffrey Lewis (Bert Galender), Michael LeClair (Bubba Galender), Rayford Barnes (Bert Henderson) |                                          |                                          |                                          |                               |                               |                               |                               |
| Streszczenie: Rodzina Gallinder, składająca się z trzech braci, dwóch około czterdziestki i nastolatka, przyjeżdża do Walnut Grove i szybko zaczyna stwarzać problemy. Pastor Alden błaga mieszkańców, aby mieli cierpliwość do nowo przybyłych, ale szybko okazuje się, że Gallinderowie nie robią nic poza stwarzaniem problemów. Starsi bracia zaciągają długi w sklepie i w młynie Hansona (bez zamiaru ich spłacenia), podczas gdy młodszy sprawia problemy w szkole, uderzając między innymi Laurę i Mary. Sprawa się pogarsza, gdy mężczyźni próbują zgwałcić Caroline, gdy była w drodze do sklepu aby sprzedać jajka. Gdy Charles idzie rozwiązać sprawę z Gallinderami, zostaje dotkliwie pobity. Pastor Alden zdaje sobie sprawę, że bracia są zwykłymi bandytami, więc zaprasza ich do kościoła aby potem wyrzucić ich z miasteczka. |                                          |                                          |                                          |                               |                               |                               |                               |
| 057 | 3.11                                     | The Hunters                              | Myśliwi                                  | 20.12.1976                    | lipiec 1997 (Polsat 2)        |                               |                               |
| Scenariusz: Harold Swanton | Scenariusz: Harold Swanton               | Scenariusz: Harold Swanton               | Scenariusz: Harold Swanton               | Reżyseria: Michael Landon     | Reżyseria: Michael Landon     | Reżyseria: Michael Landon     | Reżyseria: Michael Landon     |
| W pozostałych rolach: Victor French, Bonnie Bartlett oraz Burl Ives (Sam Shelby), Johnny Crawford (Ben Shelby), Paul Brinegar (rękawicznik), Michael Rougas (doktor Canby) |                                          |                                          |                                          |                               |                               |                               |                               |
| Streszczenie: Charles zostaje ciężko ranny w trakcie polowania, kiedy Laura przewraca strzelbę a ta wypala. Laura rozpaczliwie szuka pomocy i przekonuje niewidomego mężczyznę Sama Shelby’ego i jego syna, aby jej pomogli. Gdy syn zostawia Charlesa samego w chacie, Laura i Sam są zmuszeni do współpracy, aby znaleźć drogę z lasu i dostać się do lekarza. Uwagi: W roli Sama Shelby’ego, laureat Oscara; Burl Ives. Jest to jeden z podwójnie długich odcinków i w związku z tym, często emitowany jest w dwóch częściach. Czas trwania odcinka: ~ 90 minut. |                                          |                                          |                                          |                               |                               |                               |                               |
| 058 | 3.12                                     | Blizzard                                 | Śnieżyca                                 | 27.12.1976                    | lipiec 1997 (Polsat 2)        |                               |                               |
| Scenariusz: Paul W. Cooper | Scenariusz: Paul W. Cooper               | Scenariusz: Paul W. Cooper               | Scenariusz: Paul W. Cooper               | Reżyseria: William F. Claxton | Reżyseria: William F. Claxton | Reżyseria: William F. Claxton | Reżyseria: William F. Claxton |
| W pozostałych rolach: Richard Bull, Kevin Hagen, Katherine MacGregor, Charlotte Stewart, Karl Swenson, Victor French, Bonnie Bartlett, Ruth Foster, Brian Part, Kyle Richards, Alison Arngrim, Jonathan Gilbert oraz John Carter (Ted McGinnis), Luana Anders (Lottie McGinnis), Johnny Timko (Henry McGinnis), Don Dubbins (Jim Bowers), Helen Stenborg (Betty Bowers), Christopher Page (Joey Bowers), Robert Gibbons (Mason), Aaron Fletcher (Peetrie) |                                          |                                          |                                          |                               |                               |                               |                               |
| Streszczenie: Panna Beadle kończy wcześniej lekcje w Wigilię nieświadoma faktu, że delikatny i spokojny opad śniegu bardzo szybko zmieni się w potworną śnieżycę. Dzieci są zostawione same sobie gdy w połowie drogi do domu spotyka ich zamieć. Wszyscy mężczyźni z Walnut Grove stawiają czoło pogarszającej się pogodzie, aby znaleźć dzieci i bezpiecznie doprowadzić je do budynku szkoły. Ale Śnieżyca pochłonęła ofiary... Uwagi: Drugi w serii odcinek świąteczny (choć w oryginale wyemitowany po Świętach). Zdarzenia w nim pokazane inspirowane były pamiętną Śnieżycą Dzieci. |                                          |                                          |                                          |                               |                               |                               |                               |
| 059 | 3.13                                     | Quarantine                               | Kwarantanna                              | 17.01.1977                    | lipiec 1997 (Polsat 2)        |                               |                               |
| Scenariusz: John Hawkins | Scenariusz: John Hawkins                 | Scenariusz: John Hawkins                 | Scenariusz: John Hawkins                 | Reżyseria: Victor French      | Reżyseria: Victor French      | Reżyseria: Victor French      | Reżyseria: Victor French      |
| W pozostałych rolach: Kevin Hagen, Charlotte Stewart, Karl Swenson, Victor French, Bonnie Bartlett, Brian Part, Kyle Richards, Alison Arngrim, Jonathan Gilbert, Cindy Moore oraz Rance Howard (Simpson), Marshall Kent (doktor Quimby), Richard Farnsworth (Wall), Alex Sharp (Burman), Raymond Guth (Dixon) |                                          |                                          |                                          |                               |                               |                               |                               |
| Streszczenie: Pan Edwards wraca z pobliskiego miasteczka w którym panuje gorączka skalna i przekazuje chorobę Alicii. Alicia staje się bardzo chora, więc Pan Edwards poddaje się kwarantannie i desperacko stara się pomóc swojej córce. Laura, przynosząc kilka malin do tylnych drzwi, słyszy, że Alicia płacze, więc stara się jej pomóc. Jednak gdy rozdrażniony pan Edwards wchodzi do chaty, Laura musi sobie jakoś z nim radzić. Gdy Laura zdaje sobie sprawę, że „złapała gorączkę”, postanawia zostawić rodzinę aby się nie zarazili i wybiera się do pana Edwardsa i Alicii, aby im pomóc. Ostatecznie Alicia powraca do zdrowia i okazuje się, że Laura nigdy nie była chora a wysypka była spowodowana sumakiem jadowitym. |                                          |                                          |                                          |                               |                               |                               |                               |
| 060 | 3.14                                     | Little Women                             | Małe kobietki                            | 24.01.1977                    | lipiec 1997 (Polsat 2)        |                               |                               |
| Scenariusz: Dale Eunson | Scenariusz: Dale Eunson                  | Scenariusz: Dale Eunson                  | Scenariusz: Dale Eunson                  | Reżyseria: William F. Claxton | Reżyseria: William F. Claxton | Reżyseria: William F. Claxton | Reżyseria: William F. Claxton |
| W pozostałych rolach: Richard Bull, Katherine MacGregor, Charlotte Stewart, Victor French, Bonnie Bartlett, Ruth Foster, Brian Part, Alison Arngrim, Kyle Richards, Jonathan Gilbert, Bryce Berg, Jack Lilley oraz Warren Vanders (Harold Mayfield), Kay Peters (Della Clark), Rachel Longaker (Ginny Clark), Roger Bowen (Samuel Mason) |                                          |                                          |                                          |                               |                               |                               |                               |
| Streszczenie: Szkoła planuje wystawić kilka przedstawień na podstawie książek. Mary, Laura i ich koleżanka Ginny postanawiają zaprezentować „Małe kobietki”. Siostry Ingalls muszą sobie radzić z Nellie, która spiskuje, aby dostać główną rolę oraz z pragnieniem Ginny, aby zeswatać swoją samotną mamę z pewnym jej znajomym. |                                          |                                          |                                          |                               |                               |                               |                               |
| 061 | 3.15                                     | Injun Kid                                | Indianin                                 | 31.01.1977                    | lipiec 1997 (Polsat 2)        |                               |                               |
| Scenariusz: Arthur Heinemann | Scenariusz: Arthur Heinemann             | Scenariusz: Arthur Heinemann             | Scenariusz: Arthur Heinemann             | Reżyseria: Victor French      | Reżyseria: Victor French      | Reżyseria: Victor French      | Reżyseria: Victor French      |
| W pozostałych rolach: Dabbs Greer, Charlotte Stewart, Bonnie Bartlett, Alison Arngrim, Jonathan Gilbert, Jack Lilley, Bryce Berg, Clay Greenbush oraz George Murdock (Jeremy Stokes), Ivy Jones (Amelia Stokes), Caesar Ramirez (Joseph Stokes / Nakrapiany Orzeł), Vincent Cobb (Omaha Johnson), Willie Aames (Seth Johnson) |                                          |                                          |                                          |                               |                               |                               |                               |
| Streszczenie: Laura zaprzyjaźnia się z Josephem Stokesem, synem Indianina, który przeprowadza się do Walnut Grove. Dziadek Josepha praktycznie wypiera się wnuka, bo pochodzi on z mieszanego małżeństwa, od ojca który jest rdzennym Indianinem (Siuksem) i od białej matki. Nie próbuje nawet ukryć swego fanatyzmu i wymyśla historię, jakoby jego córka została porwana, a nie wyszła za Indianina. Rzeczy nie mają się najlepiej w szkole, gdyż Joseph jest nękany przez szkolnych łobuzów. Ostatecznie, Laura pomaga Josephowi postawić się zbirom. |                                          |                                          |                                          |                               |                               |                               |                               |
| 062 | 3.16                                     | To Live With Fear (Part 1)               | Życie w strachu (część 1)                | 14.02.1977                    | 1997 (Polsat 2)               |                               |                               |
| Scenariusz: B. W. Sandefur | Scenariusz: B. W. Sandefur               | Scenariusz: B. W. Sandefur               | Scenariusz: B. W. Sandefur               | Reżyseria: William F. Claxton | Reżyseria: William F. Claxton | Reżyseria: William F. Claxton | Reżyseria: William F. Claxton |
| W pozostałych rolach: Richard Bull, Dabbs Greer, Kevin Hagen, Katherine MacGregor, Charlotte Stewart, Karl Swenson, Victor French, Bonnie Bartlett, Ruth Foster, Brian Part, Kyle Richards, Alison Arngrim, Jonathan Gilbert oraz Ivan Bonar (doktor Mayes), Darrell Zwerling (Horace Benson), Naomi Ross (pielęgniarka), Sheldon Coburn (doktor Washburn), Ralph Smiley (konduktor) |                                          |                                          |                                          |                               |                               |                               |                               |
| Streszczenie: Mary staje się poważnie ranna, kiedy koń kopie ją w stodole. Gdy jej stan się pogarsza, staje się jasne, że aby uratować jej życie, potrzebne są kosztowne operacje. Aby sfinansować operację Charles i pan Edwards zmuszeni są do podjęcia niebezpiecznej pracy ze środkami wybuchowymi dla kolei. |                                          |                                          |                                          |                               |                               |                               |                               |
| 063 | 3.17                                     | To Live With Fear (Part 2)               | Życie w strachu (część 2)                | 21.02.1977                    | 1997 (Polsat 2)               |                               |                               |
| Scenariusz: John Hawkins | Scenariusz: John Hawkins                 | Scenariusz: John Hawkins                 | Scenariusz: John Hawkins                 | Reżyseria: William F. Claxton | Reżyseria: William F. Claxton | Reżyseria: William F. Claxton | Reżyseria: William F. Claxton |
| W pozostałych rolach: Victor French oraz Ivan Bonar (doktor Mayes), Darrell Zwerling (Horace Benson), Naomi Ross (pielęgniarka), Sheldon Coburn (doktor Washburn), James Shigeta (Sam Wing), John McLiam (Harris), James Sikking (pan Franklin), M.P. Murphy (Clancy), Cordy Clark (Sarah Mulligan), Paul King (chiński robotnik) |                                          |                                          |                                          |                               |                               |                               |                               |
| Streszczenie: Mary potrzebuje jeszcze więcej operacji, co zaprząta głowę Charlesa, gdy ten gorączkowo pracuje, aby zarobić pieniądze na operację córki. W końcu, zmęczony Charles powoduje wypadek, który więzi jego i innego pracownika w tunelu. Pan Edwards rozpoczyna odważne starania, aby uratować życie dwóch mężczyzn. |                                          |                                          |                                          |                               |                               |                               |                               |
| 064 | 3.18                                     | The Wisdom Of Solomon                    | Mądrość Salomona                         | 7.03.1977                     | 1997 (Polsat 2)               |                               |                               |
| Scenariusz: Scott Swanton | Scenariusz: Scott Swanton                | Scenariusz: Scott Swanton                | Scenariusz: Scott Swanton                | Reżyseria: William F. Claxton | Reżyseria: William F. Claxton | Reżyseria: William F. Claxton | Reżyseria: William F. Claxton |
| W pozostałych rolach: Kevin Hagen, Katherine MacGregor, Charlotte Stewart, Alison Arngrim, Jonathan Gilbert, Cindy Moore, Bryce Berg oraz Todd Bridges (Solomon Henry), Maidie Norman (pani Henry), David Downing (Jackson Henry), Frederic Downs (Kramer), Don Pedro Colley (doktor Tane), Russ Marin (mężczyzna) |                                          |                                          |                                          |                               |                               |                               |                               |
| Streszczenie: Młody czarny chłopiec o imieniu Salomon, syn byłych niewolników, ucieka do Walnut Grove i znajduje schronienie u Ingallsów. Charlesowi udaje się wydobyć prawdę od Salomona: chłopiec ma dość tego, że wszyscy traktują go „inaczej”, bo jest czarny. Charles mówi mu, że ma wiele powodów do dumy i przekonuje go do powrotu do domu, ale dopiero wtedy, gdy Salomon udzieli kilku lekcji mieszkańcom Walnut Grove. Uwagi: W roli Salomona Henry’ego wystąpił Todd Bridges. |                                          |                                          |                                          |                               |                               |                               |                               |
| 065 | 3.19                                     | The Music Box                            | Pozytywka                                | 14.03.1977                    | 1997 (Polsat 2)               |                               |                               |
| Scenariusz: Robert Janes | Scenariusz: Robert Janes                 | Scenariusz: Robert Janes                 | Scenariusz: Robert Janes                 | Reżyseria: Michael Landon     | Reżyseria: Michael Landon     | Reżyseria: Michael Landon     | Reżyseria: Michael Landon     |
| W pozostałych rolach: Richard Bull, Katherine MacGregor, Alison Arngrim, Jonathan Gilbert oraz Katy Kurtzman (Anna Gillberg), Lidia Kristen (pani Gillberg), Fred Stuthman (sędzia), Daniel Selby (Winston) |                                          |                                          |                                          |                               |                               |                               |                               |
| Streszczenie: Laura zaprzyjaźnia się z Anną, dziewczynką, która się jąka i przez to ma niewielu przyjaciół. Później, Nellie zakłada klub i zaprasza do niego Laurę, ale chce zaprosić Anny. Podczas pobytu u Nellie, Laura kradnie pozytywkę. Nellie łapie Laurę na gorącym uczynku, ale postanawia milczeć o tym zdarzeniu pod warunkiem, że Laura zerwie przyjaźń z Anną. Później, Nellie zaprasza Annę do klubu, ale tylko po to, aby ją poniżyć. Laura nie sprzeciwia się dokuczaniu Annie, ale Mary w końcu zmusza ją do przyznania się co się dokładnie wydarzyło. Charles zmusza Laurę do przyznania się Nelsowi, że ukradła pozytywkę. Nels jest rozczarowany, ale chwali Laurę za przyznanie się do winy i uznaje, że została „wystarczająco ukarana”, co jest niczym w porównaniu do kary, z jaką będzie musiała się zmierzyć Nellie. Laura musi również wynagrodzić swoje zachowanie Annie, która czuje się bardzo zraniona wcześniejszymi żartami u Olesonów. Uwagi: W roli Anny Gillberg wystąpiła Katy Kurtzman |                                          |                                          |                                          |                               |                               |                               |                               |
| 066 | 3.20                                     | The Election                             | Wybory                                   | 21.03.1977                    | 1997 (Polsat 2)               |                               |                               |
| Scenariusz: B. W. Sandefur | Scenariusz: B. W. Sandefur               | Scenariusz: B. W. Sandefur               | Scenariusz: B. W. Sandefur               | Reżyseria: Victor French      | Reżyseria: Victor French      | Reżyseria: Victor French      | Reżyseria: Victor French      |
| W pozostałych rolach: Richard Bull, Katherine MacGregor, Charlotte Stewart, Alison Arngrim, Jonathan Gilbert, Cindy Moore oraz Eric Olson (Elmer Dobkins), Charles Aidman (Sam Dobkins), Mitzi Hoag (Ellen Dobkins), John Herbsleb (Joel Turner), Dermott Downs (Kenny Bagby), Wade Alberty (Steve), Leslie Landon (Kate), Michael Landon Jr. (Jim) |                                          |                                          |                                          |                               |                               |                               |                               |
| Streszczenie: Szkoła w Walnut Grove postanawia wybrać prezydenta klasy i zostają nominowane 3 osoby: Nellie Oleson, Mary Ingalls i nierozgarnięty chłopiec Elmer Dobkins. Nominacja Elmera była tylko żartem innych chłopców, którzy cały czas mu dokuczają. Nellie i Mary próbują każdym możliwym sposobem zdobyć jak najwięcej głosów. Gdy dwóch starszych chłopców robią okrutny dowcip Elmerowi, jego ojciec każe mu się wycofać z wyborów. Po przemówieniu Elmera, Mary postanawia wycofać się z wyborów i prosi chłopca, aby ten nie rezygnował, gdyż jest najlepszym kandydatem jakiego mogliby mieć. Ostatecznie wśród wszystkich uczniów to Willie Oleson ma decydujący głos i oddaje go nie na swoją siostrę, a na Elmera, stwierdzając, że chłopiec nie pozwoli Nellie na dokuczanie mu. Uwagi: Drugie pojawienie się Leslie Landon, córki Michaela Landona, w serii. W tym odcinku Leslie gra Kate, uczennicę, która poparła nominację Nellie. Aktorka pojawiła się również w sezonie 1 w odcinku „Epidemia” jako ofiara tyfusa, pojawi się w sezonie 6 w odcinku „Trzeci cud” jako kobieta w dyliżansie, w sezonie 8 w odcinku „Mądrzejsze serce” jako pomywaczka, oraz w sezonie 9 będzie grała rolę nauczycielki Etty Plum. Michael Landon Jr. syn Michaela Landona również pojawia się w tym odcinku grając małą rolę chłopca imieniem Jim, który nominuje Mary Ingalls. |                                          |                                          |                                          |                               |                               |                               |                               |
| 067 | 3.21                                     | Gold Country (Part 1)                    | Gorączka złota (część 1)                 | 4.03.1977                     | sierpień 1997 (Polsat 2)      |                               |                               |
| Scenariusz: John Hawkins, B. W. Sandefur | Scenariusz: John Hawkins, B. W. Sandefur | Scenariusz: John Hawkins, B. W. Sandefur | Scenariusz: John Hawkins, B. W. Sandefur | Reżyseria: Michael Landon     | Reżyseria: Michael Landon     | Reżyseria: Michael Landon     | Reżyseria: Michael Landon     |
| W pozostałych rolach: Richard Bull, Victor French, Bonnie Bartlett, Brian Part, Kyle Richards, Jonathan Gilbert oraz E.J. André (Zachariah), Larry Pennell (Ben Griffin), Wil Albert (pan Delano), Larry Golden (pastor Phillips), Robert Forward (Harlan), Vernon Weddle (Andy Anderson), Steve Shaw (Sam Delano), Alan McRae (Angus Thoms), Vanna Salviati (pani Delano), Sparky Watt (pan Sawyer), Dick Armstrong (Grady Jennings), Barbara Cason (Nellie), Carl Pitti (Carl), Connor Quinn (chłopiec), Mark Stanoch (chłopiec) |                                          |                                          |                                          |                               |                               |                               |                               |
| Streszczenie: Rodziny Ingallsów i Edwardsów kierują się na zachód w poszukiwaniu złota, gdy ich uprawy zostają zniszczone przez ulewne deszcze. Jednak pokusa bycia bogatym obraca się przeciwko nim. Laura i Carl odwiedzają byłego górnika, który widział zły wpływ wydobywania złota. Uwagi: Po raz pierwszy wyemitowane jako dwugodzinny odcinek, po jakimś czasie uznawane jako dwuczęściowy odcinek. |                                          |                                          |                                          |                               |                               |                               |                               |
| 068 | 3.22                                     | Gold Country (Part 2)                    | Gorączka złota (część 2)                 | 4.03.1977                     | sierpień 1997 (Polsat 2)      |                               |                               |
| Scenariusz: John Hawkins, B. W. Sandefur | Scenariusz: John Hawkins, B. W. Sandefur | Scenariusz: John Hawkins, B. W. Sandefur | Scenariusz: John Hawkins, B. W. Sandefur | Reżyseria: Michael Landon     | Reżyseria: Michael Landon     | Reżyseria: Michael Landon     | Reżyseria: Michael Landon     |
| W pozostałych rolach: Victor French, Bonnie Bartlett, Brian Part, Kyle Richards oraz E.J. André (Zachariah), Larry Pennell (Ben Griffin), Wil Albert (pan Delano), Larry Golden (pastor Phillips), Robert Forward (Harlan), Vernon Weddle (Andy Anderson), Steve Shaw (Sam Delano), Alan McRae (Angus Thoms), Vanna Salviati (pani Delano), Sparky Watt (pan Sawyer), Brian Libby (Jake), Barbara Cason (Nellie), Carl Pitti (Carl), Connor Quinn (chłopiec), Mark Stanoch (chłopiec) |                                          |                                          |                                          |                               |                               |                               |                               |
| Streszczenie: Rodziny Ingallsów i Edwardsów wciąż poszukują złota, ale gdy zauważają do czego może doprowadzić dążenie do bogactwa, zdają sobie sprawę, że już są bogaci, bo mają swoje rodziny i postanawiają wrócić do domu. Uwagi: Po raz pierwszy wyemitowane jako dwugodzinny odcinek, po jakimś czasie uznawane jako dwuczęściowy odcinek. Ostatnie regularne pojawienie się rodziny Edwardsów, w tym Victora Frencha w roli pana Edwardsa. Grace i Alicia powrócą w sezonie 6, w odcinku „Powrót pana Edwardsa” oraz 8 „A Promise to Keep”, a Isaiah w pierwszym z nich, a następnie na stałe w sezonie 8 i kolejnych. |                                          |                                          |                                          |                               |                               |                               |                               |

## Sezon 4 (1977–1978)
| 069 | 4.01                                                       | Castoffs                                                   | Przybłęda                                                  | 12.09.1977                    | sierpień 1997 (Polsat 2)      |                               |                               |
| Scenariusz: Tony Kayden | Scenariusz: Tony Kayden                                    | Scenariusz: Tony Kayden                                    | Scenariusz: Tony Kayden                                    | Reżyseria: Michael Landon     | Reżyseria: Michael Landon     | Reżyseria: Michael Landon     | Reżyseria: Michael Landon     |
| W pozostałych rolach: Richard Bull, Dabbs Greer, Kevin Hagen, James Jeter, Katherine MacGregor, Charlotte Stewart, Alison Arngrim, Jonathan Gilbert, Ruth Foster (nazwisko nie pojawia się w napisach), Carl Pitti (nazwisko nie pojawia się w napisach), Jaye Durkus (nazwisko nie pojawia się w napisach) oraz Merlin Olsen (Jonathan Garvey), Hersha Parady (Alice Garvey), Hermione Baddeley (Kezia Horn), John Brandon (woźnica), Rusty Gilligan (Andy Garvey; nazwisko nie pojawia się w napisach) i inni |                                                            |                                                            |                                                            |                               |                               |                               |                               |
| Streszczenie: Caroline każe Laurze zaopiekować się psem Jackiem, zanim pójdzie do miasta powitać przybysza, Kezię Horn, która mieszka w domu bez ścian. Laura traci cierpliwość do Jacka i nie próbuje usuwać mu kłosów z uszu. Mary, Laura, Nellie i Willie idą odwiedzić Kezię i zdają sobie sprawę jaką jest niezwykłą i miłą osobą. Gdy Laura wraca do domu znajduje starego Jacka martwego w stodole. Płacząca rodzina chowa go na pobliskiej łące. Później Charles przyprowadza do domu zbłąkanego psa, który podążał za nim aż z Mankato, ale Laura nie chce się z nim zaprzyjaźnić. Kezia w trakcie rozmowy z Laurą mówi jej jak pies chce tylko ją kochać i jak ona zawsze chce kochać innych, ale nigdy nie została zaakceptowana. Czując poczucie winy, Laura biegnie na poszukiwania psa i zaprzyjaźnia się z nim. Pastor Alden rozmawia z Kezią, która postanawia opuścić Walnut Grove, gdyż nikt jej nie akceptuje. To od Laury zależy czy uda jej się przekonać mieszkańców do zmiany zdania, dopóki nie będzie za późno. Uwagi: Pierwsze pojawienie się Merlina Olsena i Hershy Parady w rolach Jonathana i Alice Garveyów. Andy Garvey pojawia się tylko w tle, nie przedstawiany w napisach i odtwarzany jest przez innego aktora niż w kolejnych odcinkach. Jest to zarazem ostatni odcinek z udziałem pamiętnego psa Ingallsów Jacka (w tej roli, psy Barney i Jack) i zarazem pierwszy z ich nowym psem Banditem (w polskich tłumaczeniach: Zbój lub Bandyta; w tej roli pies Jeffrey). |                                                            |                                                            |                                                            |                               |                               |                               |                               |
| 070 | 4.02                                                       | Times Of Change                                            | Zmiany                                                     | 19.09.1977                    |                               |                               |                               |
| Scenariusz: Carole Raschella, Michael Raschella | Scenariusz: Carole Raschella, Michael Raschella            | Scenariusz: Carole Raschella, Michael Raschella            | Scenariusz: Carole Raschella, Michael Raschella            | Reżyseria: William F. Claxton | Reżyseria: William F. Claxton | Reżyseria: William F. Claxton | Reżyseria: William F. Claxton |
| W pozostałych rolach: Radames Pera, Arnold Roberts oraz John Milford (Ennis O’Connell), Herbert Nelson (Fletcher Hancock), Lisa Reeves (Claire Lawrence), Paula Shaw (Angela), Richard Stanley (Wesley Cox), Mike Lookinland (Patrick/chłopiec w pociągu), Bernie Kuby (konduktor), Bill Mullikin (pracownik hotelu), Hank Stohl (dziennikarz), Michael Dan Wagner (dyrektor), Joseph G. Medalis (obsługa pociągu), Len Lawson (goniec hotelowy), Barbara Morrison (wdowa), Murray Pollack (odźwierny) i inni |                                                            |                                                            |                                                            |                               |                               |                               |                               |
| Streszczenie: Charles zabiera Mary do Chicago, gdzie uczestniczy w Wielkim Zjeździe. Mary spotyka się tam z Johnem Jr., który rozpoczął pracę jako młodszy reporter gazety. Jednakże byli zakochani John i Mary wkrótce zdają sobie sprawę, że ich życia podążają w innych kierunkach, a Mary odkrywa, że jej narzeczony ma inną dziewczynę. |                                                            |                                                            |                                                            |                               |                               |                               |                               |
| 071 | 4.03                                                       | My Ellen                                                   | Ellen                                                      | 26.09.1977                    |                               |                               |                               |
| Scenariusz: Michael Landon | Scenariusz: Michael Landon                                 | Scenariusz: Michael Landon                                 | Scenariusz: Michael Landon                                 | Reżyseria: Michael Landon     | Reżyseria: Michael Landon     | Reżyseria: Michael Landon     | Reżyseria: Michael Landon     |
| Streszczenie: Gdy Laura i Mary idą popływać nago z koleżanką Ellen Taylor, kilku chłopców idzie za nimi aby je podglądać. Dziewczynki chowają się pod wodą, dopóki chłopcy sobie nie pójdą. Laura i Mary się wynurzają, ale Ellen zostaje pod powierzchnią i tonie. Pogrążona w smutku matka Ellen obwinia o tragedię Laurę i odrzuca próby kilku osób próbujących ją pocieszyć. Po jakimś czasie pani Taylor podstępem prowadzi Laurę do piwnicy i więzi ją tam uważając, że to jest Ellen. Podejrzenia natychmiast padają na Busby’ego, upośledzonego umysłowo człowieka, przed którym Charles ostrzegał swoje córki. Podczas gdy wszyscy z Walnut Grove „polują” na Busby’ego, Laura musi polegać na swoim sprycie, aby uciec od pani Taylor i pomóc jej się pogodzić ze śmiercią Ellen. Uwagi: W roli Eloise Taylor wystąpiła Corinne Camacho. Aktorka pojawia się ponownie w sezonie 8 w odcinku „Obietnica” w roli Grace Snyder Edwards zastępując Bonnie Bartlett. |                                                            |                                                            |                                                            |                               |                               |                               |                               |
| 072 | 4.04                                                       | The Handyman                                               | Złota rączka                                               | 3.10.1977                     |                               |                               |                               |
| Scenariusz: Arthur Heinemann | Scenariusz: Arthur Heinemann                               | Scenariusz: Arthur Heinemann                               | Scenariusz: Arthur Heinemann                               | Reżyseria: William F. Claxton | Reżyseria: William F. Claxton | Reżyseria: William F. Claxton | Reżyseria: William F. Claxton |
| Streszczenie: Po narzekaniach Caroline dotyczących byt małej kuchni, Charles postanawia zrobić przybudówkę. Jednakże musi on wyjechać z ważną dostawą do Mankato. Caroline zatrudnia przystojnego i młodego człowieka, złotą rączkę Chrisa Nelsona, który ma dokończyć pracę. Chris zostaje z rodziną Ingallsów i nieświadomie staje się głową gospodarstwa pod nieobecność Charlesa, sprawiając, że Carrie pomyłkowo nazywa go „wujkiem Chrisem”. Mary wkrótce przekonuje się, że jej mamę i Chrisa coś łączy i swobodnie wyraża swoją opinię. Nellie i Pani Oleson nie pomagają w sprawie, gdyż podzielają podejrzenia Mary. Ostatecznie Mary staje twarzą w twarz z Chrisem mówiąc mu o swoich podejrzeniach i o tym, że on musi odejść. Następnego dnia dowiaduje się, że cała sytuacja była nieporozumieniem, a gdy Charles wraca do domu, kończy powiększać kuchnię. Uwagi: W roli Chrisa Nelsona wystąpił Gil Gerard. |                                                            |                                                            |                                                            |                               |                               |                               |                               |
| 073 | 4.05                                                       | The Wolves                                                 | Wilki                                                      | 17.10.1977                    |                               |                               |                               |
| Scenariusz: Lawrence M. Konner | Scenariusz: Lawrence M. Konner                             | Scenariusz: Lawrence M. Konner                             | Scenariusz: Lawrence M. Konner                             | Reżyseria: Michael Landon     | Reżyseria: Michael Landon     | Reżyseria: Michael Landon     | Reżyseria: Michael Landon     |
| Streszczenie: Charles i Caroline wyjeżdżają na dwa dni zostawiając młodsze córki pod opieką najstarszej Mary. Laura i jej nowy przyjaciel Andy Garvey znajdują ranną wilczycę próbującą zaopiekować się szczeniakami. Andy bierze matkę z dziećmi do domu, aby się nimi zająć, ale postanawia przenieść je do stodoły Ingallsów, gdy dowiaduje się, że pan Larabee chce wilki zastrzelić. Sytuacja staje się tragiczna, gdy stado wściekłych psów napiera na stodołę zatrzymując wewnątrz Andy’ego, Laurę, Mary, Carrie i psa Ingallsów Bandita. Dzieci, jeśli nie chcą zostać rozszarpane, muszą polegać jedynie na Bandicie i wilczycy. Wysyłają Bandita do domu państwa Garvey’ów, aby ten sprowadził pomoc. Uwagi: Pierwsze pojawienie się Patricka Labyorteaux w roli Andy’ego Garveya. |                                                            |                                                            |                                                            |                               |                               |                               |                               |
| 074 | 4.06                                                       | The Creeper of Walnut Grove                                | Złoczyńca z Walnut Grove                                   | 24.10.1977                    |                               |                               |                               |
| Scenariusz: John T. Dugan | Scenariusz: John T. Dugan                                  | Scenariusz: John T. Dugan                                  | Scenariusz: John T. Dugan                                  | Reżyseria: William F. Claxton | Reżyseria: William F. Claxton | Reżyseria: William F. Claxton | Reżyseria: William F. Claxton |
| Streszczenie: Laura i Andy stają się detektywami, aby znaleźć złodzieja i sprawcę wielu włamań w Walnut Grove. Po incydencie u państwa Olesonów, Charles staje się bardzo zły na córkę. Jednakże sprawy mają się jeszcze gorzej, gdy Laura zostawia pułapki aby złapać sprawcę, ale zamiast tego łapie Charlesa, który zostaje oblany zieloną farbą. Wkrótce okazuje się, że chłopiec, który się nazywa Timothy Ferrel był posukiwanym złoczyńcą. |                                                            |                                                            |                                                            |                               |                               |                               |                               |
| 075 | 4.07                                                       | To Run And Hide                                            | Lekarz z Bożej łaski                                       | 31.10.1977                    |                               |                               |                               |
| Scenariusz: John T. Dugan | Scenariusz: John T. Dugan                                  | Scenariusz: John T. Dugan                                  | Scenariusz: John T. Dugan                                  | Reżyseria: Michael Landon     | Reżyseria: Michael Landon     | Reżyseria: Michael Landon     | Reżyseria: Michael Landon     |
| Streszczenie: Kiedy dr Baker nie jest w stanie uratować śmiertelnie chorego pacjenta, zarzuca sobie niekompetencję i rezygnuje z bycia lekarzem Walnut Grove. Gdy dr Baker próbuje swoich sił w rolnictwie, do miasteczka przybywa nowy lekarz, dr Logan. Jest on osobą kłótliwą i nie ma za grosz współczucia dla swoich klientów, co sprawia, że Charles robić wszystko aby przekonać dra Bakera, że jest dobrym lekarzem i że mieszkańcy miasteczka go potrzebują. |                                                            |                                                            |                                                            |                               |                               |                               |                               |
| 076 | 4.08                                                       | The Aftermath                                              | Nienawiść                                                  | 7.11.1977                     |                               |                               |                               |
| Scenariusz: Don Balluck | Scenariusz: Don Balluck                                    | Scenariusz: Don Balluck                                    | Scenariusz: Don Balluck                                    | Reżyseria: William F. Claxton | Reżyseria: William F. Claxton | Reżyseria: William F. Claxton | Reżyseria: William F. Claxton |
| Streszczenie: Wyjęci spod prawa Frank i Jesse James przybywają do Walnut Grove. Obserwują miasteczko i przyjmują inne nazwiska i zatrudniają nawet Mary, próbując wtopić się w tło. Jednakże ich przykrywka nic nie daje i gdy przyjeżdżają łowcy głów, aby aresztować braci James, postanawiają oni wziąć Mary za zakładniczkę. Uwagi :W odcinku pojawia się postać Roberta „Boba” Forda, który (jak się dowiadujemy pod koniec odcinka) kilka lat później zabił Jessego Jamesa. |                                                            |                                                            |                                                            |                               |                               |                               |                               |
| 077 | 4.09                                                       | The High Cost Of Being Right                               | Nieudacznik                                                | 14.11.1977                    |                               |                               |                               |
| Scenariusz: Don Balluck | Scenariusz: Don Balluck                                    | Scenariusz: Don Balluck                                    | Scenariusz: Don Balluck                                    | Reżyseria: Michael Landon     | Reżyseria: Michael Landon     | Reżyseria: Michael Landon     | Reżyseria: Michael Landon     |
| Streszczenie: Gdy stodoła Garveyów spaliła się doszczętnie, Alice przyjmuje pracę na poczcie. Jonathan wierzy, że zadaniem męża jest utrzymanie rodziny i jest oburzony decyzją żony. |                                                            |                                                            |                                                            |                               |                               |                               |                               |
| 078 | 4.10                                                       | The Fighter                                                | Pięściarz                                                  | 21.11.1977                    |                               |                               |                               |
| Scenariusz: Lawrence M. Conner | Scenariusz: Lawrence M. Conner                             | Scenariusz: Lawrence M. Conner                             | Scenariusz: Lawrence M. Conner                             | Reżyseria: Michael Landon     | Reżyseria: Michael Landon     | Reżyseria: Michael Landon     | Reżyseria: Michael Landon     |
| Streszczenie: Kariera boksera Joe Kagana sprawia, że traci on wszystko, nawet rodzinę. Ostatecznie pięściarz musi stanąć przed największym wyzwaniem – swoim dorosłym synem. Uwagi: Pierwsze pojawienie się Mosesa Gunna w roli Joe Kagana. Czas trwania: ~ 90 minut. |                                                            |                                                            |                                                            |                               |                               |                               |                               |
| 079 | 4.11                                                       | Meet Me At The Fair                                        | Na jarmarku                                                | 28.11.1977                    |                               |                               |                               |
| Scenariusz: Bradley Berwick, Ray Berwick, Arthur Heinemann | Scenariusz: Bradley Berwick, Ray Berwick, Arthur Heinemann | Scenariusz: Bradley Berwick, Ray Berwick, Arthur Heinemann | Scenariusz: Bradley Berwick, Ray Berwick, Arthur Heinemann | Reżyseria: William F. Claxton | Reżyseria: William F. Claxton | Reżyseria: William F. Claxton | Reżyseria: William F. Claxton |
| Streszczenie: Rodziny Olesonów i Ingallsów wybierają się na festyn do Mankato, gdzie Mary ma nadzieję spędzić czas ze swoim chłopakiem. Zamiast tego swoje towarzystwo proponuje jej szef sympatii. W międzyczasie Nels i Charles uczestniczą w konkursie ujeżdżania osłów, a Laura z wielkim trudem zostaje z Carrie. W końcu Carrie zostawiona sama sobie zasypia wewnątrz balonu na gorące powietrze, który przypadkowo odlatuje. |                                                            |                                                            |                                                            |                               |                               |                               |                               |
| 080 | 4.12                                                       | Here Come The Brides                                       | Panny młode                                                | 5.12.1977                     |                               |                               |                               |
| Scenariusz: Robert F. Metzler, John T. Dugan | Scenariusz: Robert F. Metzler, John T. Dugan               | Scenariusz: Robert F. Metzler, John T. Dugan               | Scenariusz: Robert F. Metzler, John T. Dugan               | Reżyseria: William F. Claxton | Reżyseria: William F. Claxton | Reżyseria: William F. Claxton | Reżyseria: William F. Claxton |
| Streszczenie: Gdy Adam Simms i jego syn Luke wprowadzili się do miasteczka, Adam natychmiast upodobał sobie pannę Beadle, a Luke i Nellie zakochali się w sobie. Nellie, po rozmowie z panną Beadle, postanawia uciec z Lukiem i wyjść za niego za mąż. Przerażona pani Oleson wraz z mężem, panną Beadle i Adamem podążają za młodymi i unieważniają ich małżeństwo po zaledwie kilkudziesięciu minutach. Ostatecznie, Adam i Eva (panna Beadle) pobierają się biorąc jako świadków Nellie i Luke’a. Uwagi: W tym odcinku po raz pierwszy widzimy delikatniejszą stronę osobowości Nellie. |                                                            |                                                            |                                                            |                               |                               |                               |                               |
| 081 | 4.13                                                       | Freedom Flight                                             | Ucieczka ku wolności                                       | 12.12.1977                    |                               |                               |                               |
| Scenariusz: Ron Chiniquy, Richalene Kelsay | Scenariusz: Ron Chiniquy, Richalene Kelsay                 | Scenariusz: Ron Chiniquy, Richalene Kelsay                 | Scenariusz: Ron Chiniquy, Richalene Kelsay                 | Reżyseria: Michael Landon     | Reżyseria: Michael Landon     | Reżyseria: Michael Landon     | Reżyseria: Michael Landon     |
| Streszczenie: Plemię Indian przybywa do Walnut Grove z prośbą o pomoc dla ich chorego wodza. Charles i dr Baker zgadzają się pomóc, co rozgniewało kilku rasistowskich mieszkańców, którzy uważają, że Indianie chcą ich zaatakować. Charles jest zajęty opiekowaniem się przywódcą plemienia i unikaniem nadciągającej wojny. |                                                            |                                                            |                                                            |                               |                               |                               |                               |
| 082 | 4.14                                                       | The Rivals                                                 | Rywale                                                     | 9.01.1978                     |                               |                               |                               |
| Scenariusz: Hindi Brooks, John T. Dugan | Scenariusz: Hindi Brooks, John T. Dugan                    | Scenariusz: Hindi Brooks, John T. Dugan                    | Scenariusz: Hindi Brooks, John T. Dugan                    | Reżyseria: William F. Claxton | Reżyseria: William F. Claxton | Reżyseria: William F. Claxton | Reżyseria: William F. Claxton |
| Streszczenie: Charles i Jonathan konkurują z innym zespołem, aby zdobyć kontrakt transportowy, który rozdzieli ich z rodzinami na długi czas, ale pozwoli im znacznie się wzbogadzić. Laura, która jest zakochana w pewnym chłopcu, musi konkurować o niego z inną dziewczyną. Ostatecznie Charles i Jonathan zdobywają kontrakt, ale postanawiają go odrzucić, a Laura wygrywa konkurencję o Jimmy’ego, co kończy się jej pierwszym pocałunkiem. |                                                            |                                                            |                                                            |                               |                               |                               |                               |
| 083 | 4.15                                                       | Whisper Country                                            | Kraina szeptów                                             | 16.01.1978                    |                               |                               |                               |
| Scenariusz: John Hawkins | Scenariusz: John Hawkins                                   | Scenariusz: John Hawkins                                   | Scenariusz: John Hawkins                                   | Reżyseria: Michael Landon     | Reżyseria: Michael Landon     | Reżyseria: Michael Landon     | Reżyseria: Michael Landon     |
| Streszczenie: Mary dostaje pierwszą pracę jako nauczycielka w zacofanym miasteczku Willow Prairie, ale spotyka się ze srogim i całkowicie nienawistnym sprzeciwem lidera wioski – starszej kobiety, która odstraszyła poprzednich nauczycieli, udaremniła wszelkie próby otwarcia szkoły i używa Biblii w nienawistny sposób, aby podeprzeć swoje wierzenia. Ojciec uczennicy u której zamieszkuje Mary, lojalny zwolennik starszej kobiety jest równie zły jak ona. Bezkompromisowe stanowisko starszej pani przeciwko nauki czytania i za oczyszczaniem się jedynie wodą i mydłem jest jedynie jej przykrywką, aby ukryć wstydliwy sekret. Pani Peal nie potrafi czytać. Mary zostaje wyrzucona ze społeczeństwa, ale gdy Charles dodaje jej otuchy, jest gotowa aby postawić się pani Peal. |                                                            |                                                            |                                                            |                               |                               |                               |                               |
| 084 | 4.16                                                       | I Remember, I Remember                                     | Pamiętam, pamiętam                                         | 23.01.1978                    |                               |                               |                               |
| Scenariusz: Arthur Heinemann | Scenariusz: Arthur Heinemann                               | Scenariusz: Arthur Heinemann                               | Scenariusz: Arthur Heinemann                               | Reżyseria: William F. Claxton | Reżyseria: William F. Claxton | Reżyseria: William F. Claxton | Reżyseria: William F. Claxton |
| Streszczenie: Czekając na Charlesa, który utknął w deszczu ze złamanym kołem u wozu we własną rocznicę ślubu, Caroline opowiada dzieciom historię jak ona i Charles się po raz pierwszy spotkali i w sobie zakochali. Uwagi: Drugie pojawienie się Matthew Laborteaux grającego młodego Charlesa Ingallsa. Aktor dołączy do ekipy na stałe w 5 sezonie, grając bezdomnego chłopca Alberta. |                                                            |                                                            |                                                            |                               |                               |                               |                               |
| 085 | 4.17                                                       | Be My Friend                                               | Przyjaciółka                                               | 30.01.1978                    |                               |                               |                               |
| Scenariusz: Michael Landon | Scenariusz: Michael Landon                                 | Scenariusz: Michael Landon                                 | Scenariusz: Michael Landon                                 | Reżyseria: Michael Landon     | Reżyseria: Michael Landon     | Reżyseria: Michael Landon     | Reżyseria: Michael Landon     |
| Streszczenie: Gdy Laura znajduje butelkę z notatką w środku, która mówi „Zostań moim przyjacielem”, namawia Charlesa, aby pomógł jej poszukać nadawcy wiadomości, ale znajdują tylko noworodka. Postanawiają poszukać rodziców dziecka. Uwagi: Czas trwania: ~ 90 minut. |                                                            |                                                            |                                                            |                               |                               |                               |                               |
| 086 | 4.18                                                       | The Stranger                                               | Syn marnotrawny                                            | 1.02.1978                     |                               |                               |                               |
| Scenariusz: Arthur Heinemann | Scenariusz: Arthur Heinemann                               | Scenariusz: Arthur Heinemann                               | Scenariusz: Arthur Heinemann                               | Reżyseria: Michael Landon     | Reżyseria: Michael Landon     | Reżyseria: Michael Landon     | Reżyseria: Michael Landon     |
| Streszczenie: Kuzyn Nelsa wysyła swojego 12-letniego syna Petera do Walnut Grove, po tym jak zachowanie chłopca staje się nieznośne. Jednakże pani Oleson niańczy chłopca wywołując frustrację u Nelsa, który zwraca się do Charlesa o pomoc w wychowaniu Petera. Prowadzi to do wyjaśnienia problemów Petera i jego ojca oraz pogodzenia się tych dwojga. Uwagi: W roli Petera Lundstroma pojawił się Michael Sharrett. |                                                            |                                                            |                                                            |                               |                               |                               |                               |
| 087 | 4.19                                                       | The Inheritance                                            | Spadek                                                     | 6.02.1978                     |                               |                               |                               |
| Scenariusz: Arthur Heinemann | Scenariusz: Arthur Heinemann                               | Scenariusz: Arthur Heinemann                               | Scenariusz: Arthur Heinemann                               | Reżyseria: William F. Claxton | Reżyseria: William F. Claxton | Reżyseria: William F. Claxton | Reżyseria: William F. Claxton |
| Streszczenie: Gdy Charles otrzymuje wiadomość, że jest spadkobiercą dalekiego krewnego, pani Oleson staje się dziwnie przyjazna. Ingallsowie, pewni że odziedziczyli fortunę, po namowach pani Oleson i innych zamawiają wiele rzeczy aby ulepszyć gospodarstwo, jak i sprawić sobie i innym przyjemność. Okazuje się, że Charles otrzymał w spadku pieniądze, ale były to nic nie warte konfederackie dolary. Pani Oleson, aby odzyskać pieniądze, które wyłożyła na rzeczy zakupione przez Ingallsów, postanawia sprzedać ich farmę, wystawiając na próbę przyjaźń i pokazując im kto tak naprawdę jest przyjacielem ich rodziny. |                                                            |                                                            |                                                            |                               |                               |                               |                               |
| 088 | 4.20                                                       | A Most Precious Gift                                       | Najcenniejszy dar                                          | 27.02.1978                    |                               |                               |                               |
| Scenariusz: Carole Raschella, Michael Raschella | Scenariusz: Carole Raschella, Michael Raschella            | Scenariusz: Carole Raschella, Michael Raschella            | Scenariusz: Carole Raschella, Michael Raschella            | Reżyseria: Michael Landon     | Reżyseria: Michael Landon     | Reżyseria: Michael Landon     | Reżyseria: Michael Landon     |
| Streszczenie: Charles zawsze chciał mieć syna, i ma jeszcze jedną szansę, aby go mieć, kiedy Caroline informuje, że jest w ciąży. Caroline jednak obawia się, jak Charles zareaguje, jeśli dziecko okaże się być dziewczynką. Ostatecznie okazuje się, że płeć dziecka nie ma żadnego znaczenia, bo Charles kocha swoją córeczkę Grace tak samo. |                                                            |                                                            |                                                            |                               |                               |                               |                               |
| 089 | 4.21                                                       | I’ll Be Waving As You Drive Away (Part 1)                  | Pomacham Ci na pożegnanie (część 1)                        | 6.03.1978                     |                               |                               |                               |
| Scenariusz: Carole Raschella, Michael Raschella | Scenariusz: Carole Raschella, Michael Raschella            | Scenariusz: Carole Raschella, Michael Raschella            | Scenariusz: Carole Raschella, Michael Raschella            | Reżyseria: William F. Claxton | Reżyseria: William F. Claxton | Reżyseria: William F. Claxton | Reżyseria: William F. Claxton |
| Streszczenie: Gdy tylko Mary zakochuje się w przybyszu Secie Bartonie, jej wzrok zaczyna się pogarszać. Charles zabiera ją do optometrysty, ale wiadomości nie są dobre – nie da się uratować wzroku Mary i dziewczyna wkrótce oślepnie. Zaprzeczając faktom, Charles nie mówi nic córce i przestaje to odwlekać dopiero dzień przed porankiem, w którym Mary, ku swemu przerażeniu, odkrywa, że jest całkowicie ślepa. Mary staje się zgorzkniała wiedząc w jak kłopotliwym jest położeniu i że musi polegać na innych nawet w najprostszych czynnościach. |                                                            |                                                            |                                                            |                               |                               |                               |                               |
| 090 | 4.22                                                       | I’ll Be Waving As You Drive Away (Part 2)                  | Pomacham Ci na pożegnanie (część 2)                        | 13.03.1978                    |                               |                               |                               |
| Scenariusz: Carole Raschella, Michael Raschella | Scenariusz: Carole Raschella, Michael Raschella            | Scenariusz: Carole Raschella, Michael Raschella            | Scenariusz: Carole Raschella, Michael Raschella            | Reżyseria: William F. Claxton | Reżyseria: William F. Claxton | Reżyseria: William F. Claxton | Reżyseria: William F. Claxton |
| Streszczenie: Mary zostaje wysłana do szkoły dla niewidomych w Iowa, gdzie spotyka swojego przyszłego męża, Adama Kendalla. Mary na początku odrzuca pomoc Adama, ale w końcu daje sobie pomóc w radzeniu ze ślepotą. Gdy Adam zachęca Mary do stawienia czoła rzeczywistości przed powrotem do Walnut Grove, wymawia słowa, które są tytułem tego odcinka. W międzyczasie, miasteczko Walnut Grove musi się zmierzyć z bankructwem, gdy jego obywatele przygotowują się do wyprowadzki. Uwagi: Pierwsze pojawienie się Linwooda Boomera, w roli Adama Kendalla, i ostatnie pojawienie się Charlotte Stewart jako pani Beadle-Simms. NBC zamierzało na tym odcinku zakończyć serial, ale został jednak przedłużony do następnego sezonu. |                                                            |                                                            |                                                            |                               |                               |                               |                               |

## Sezon 5 (1978–1979)
| 091 | 5.01                                                           | As Long As We’re Together (Part 1)                             | Jak długo jesteśmy razem (Część 1)                             | 11.09.1978                    |                               |                               |                               |
| Scenariusz: Michael Landon | Scenariusz: Michael Landon                                     | Scenariusz: Michael Landon                                     | Scenariusz: Michael Landon                                     | Reżyseria: Michael Landon     | Reżyseria: Michael Landon     | Reżyseria: Michael Landon     | Reżyseria: Michael Landon     |
| Streszczenie: Odcinek rozpoczyna się w miejscu w którym skończył się poprzedni sezon. Ingallsowie, Olesonowie i Garveyowie wyjeżdżają z Walnut Grove i osiedlają się w mieście Winoka, gdzie poznają okrutnego lokalnego biznesmena Milesa Standisha. W tym odcinku poznajemy Alberta, sympatycznego sierotę, który później zostanie przyjęty do rodziny Ingallsów. Uwagi: W roli Alberta występuje Matthew Laborteaux. |                                                                |                                                                |                                                                |                               |                               |                               |                               |
| 092 | 5.02                                                           | As Long As We’re Together (Part 2)                             | Jak długo jesteśmy razem (Część 2)                             | 18.09.1978                    |                               |                               |                               |
| Scenariusz: Michael Landon | Scenariusz: Michael Landon                                     | Scenariusz: Michael Landon                                     | Scenariusz: Michael Landon                                     | Reżyseria: Michael Landon     | Reżyseria: Michael Landon     | Reżyseria: Michael Landon     | Reżyseria: Michael Landon     |
| Streszczenie: Byli mieszkańcy Walnut Grove przyzwyczajają się do życia w mieście. Charles i Caroline zarządzają Hotelem Dakota, Nels, Harriet i Jonathan Garvey pracują w knajpie a Alice Garvey zaczyna pracę jako nauczycielka dla biednych dzieci z Winoka. Szkoła znajduje się w stajni, gdyż jedyna szkoła w mieście jest drogą prywatną uczelnią, a na inną wystarczająco dużą powierzchnię nie stać mieszkańców. |                                                                |                                                                |                                                                |                               |                               |                               |                               |
| 093 | 5.03                                                           | The Winoka Warriors                                            | Wojownicy Winoka                                               | 25.09.1978                    |                               |                               |                               |
| Scenariusz: John T. Dugan | Scenariusz: John T. Dugan                                      | Scenariusz: John T. Dugan                                      | Scenariusz: John T. Dugan                                      | Reżyseria: William F. Claxton | Reżyseria: William F. Claxton | Reżyseria: William F. Claxton | Reżyseria: William F. Claxton |
| Streszczenie: Charles przekonuje Alberta, aby przyłączył się do szkolnej drużyny. Z Jonathanem Garveyem jako trenerem, Albert wraz z drużyną przygotowują się do meczu z niepokonaną drużyną futbolową prywatnej uczelni. Obie drużyny próbują zwiększyć szansę swojej drużyny na swój sposób, jednakże gdy wszystko wskazuje na to, że drużyna szkolna nie ma szans, pomoc przychodzi w najmniej oczekiwany sposób... postaci jednego z niewidomych uczniów Adama. |                                                                |                                                                |                                                                |                               |                               |                               |                               |
| 094 | 5.04                                                           | The Man Inside                                                 | Wnętrze człowieka                                              | 2.10.1978                     |                               |                               |                               |
| Scenariusz: Michael Landon | Scenariusz: Michael Landon                                     | Scenariusz: Michael Landon                                     | Scenariusz: Michael Landon                                     | Reżyseria: Michael Landon     | Reżyseria: Michael Landon     | Reżyseria: Michael Landon     | Reżyseria: Michael Landon     |
| Streszczenie: Laura zaprzyjaźnia się z nieśmiałą koleżanką ze szkoły, ale przyjaźń zostaje wystawiona na próbę, gdy Laura wyśmiewa się z otyłego mężczyzny nie wiedząc, że jest to ojciec dziewczyny. Ojciec słysząc, że jego córka się go wstydzi, wyprowadza się do szkoły dla niewidomych a rodzinie, mówi że dostał pracę daleko od miasta. Podwójne życie mężczyzny zostaje odkryte, gdy zostaje on poważnie ranny w szkole dla niewidomych. |                                                                |                                                                |                                                                |                               |                               |                               |                               |
| 095 | 5.05                                                           | There’s No Place Like Home (Part 1)                            | Nie ma jak w domu (Część 1)                                    | 9.10.1978                     |                               |                               |                               |
| Scenariusz: Michael Landon | Scenariusz: Michael Landon                                     | Scenariusz: Michael Landon                                     | Scenariusz: Michael Landon                                     | Reżyseria: Michael Landon     | Reżyseria: Michael Landon     | Reżyseria: Michael Landon     | Reżyseria: Michael Landon     |
| Streszczenie: Hazardzista Toby Noe, przyjaciel rodziny Ingallsów, traci swoją wygraną na loteri, pośrednio sprawiając, że niektórzy mieszkańcy miasta Winoka wracają do domu, do Walnut Grove. |                                                                |                                                                |                                                                |                               |                               |                               |                               |
| 096 | 5.06                                                           | There’s No Place Like Home (Part 2)                            | Nie ma jak w domu (Część 2)                                    | 16.10.1978                    |                               |                               |                               |
| Scenariusz: Michael Landon | Scenariusz: Michael Landon                                     | Scenariusz: Michael Landon                                     | Scenariusz: Michael Landon                                     | Reżyseria: William F. Claxton | Reżyseria: William F. Claxton | Reżyseria: William F. Claxton | Reżyseria: William F. Claxton |
| Streszczenie: Inagllsowie wraz z przyjaciółmi wracają do domu, do Walnut Grove, zastają miasto w ruinie oraz gderliwego i niepełnosprawnego Larsa Hansona, który został sparaliżowany przez udar mózgu. To od mieszkańców zależy, czy uda im się odbudować Walnut Grove i przywrócić do życia nie tylko miasto, ale i pana Hansona. Uwagi: Ostatnie pojawienie się Karla Swensona w roli Larsa Hansona. Swenson zmarł krótko po sfilmowaniu tego odcinka. |                                                                |                                                                |                                                                |                               |                               |                               |                               |
| 097 | 5.07                                                           | Fagin                                                          | Fagin                                                          | 23.10.1978                    |                               |                               |                               |
| Scenariusz: Carole Raschella, Michael Raschella | Scenariusz: Carole Raschella, Michael Raschella                | Scenariusz: Carole Raschella, Michael Raschella                | Scenariusz: Carole Raschella, Michael Raschella                | Reżyseria: Michael Landon     | Reżyseria: Michael Landon     | Reżyseria: Michael Landon     | Reżyseria: Michael Landon     |
| Streszczenie: Charles kupuje Albertowi cielę na nadchodzące targi. Laura jest coraz bardziej zazdrosna, gdy Charles zaczyna poświęcać więcej czasu Albertowi. Gdy Nellie dokucza Laurze nazywając Alberta jej bratem, Laura uderza Nellie w oko. Gdy Albert słyszy rozmowę Charlesa i Caroline o zazdrości Laury, chłopak ucieka, zostawiając Laurze przygotowanie do targów cielaka, którego nazwał Fagin. |                                                                |                                                                |                                                                |                               |                               |                               |                               |
| 098 | 5.08                                                           | Harriet’s Happenings                                           | Kronika Harriet                                                | 30.10.1978                    |                               |                               |                               |
| Scenariusz: John T. Dugan | Scenariusz: John T. Dugan                                      | Scenariusz: John T. Dugan                                      | Scenariusz: John T. Dugan                                      | Reżyseria: William F. Claxton | Reżyseria: William F. Claxton | Reżyseria: William F. Claxton | Reżyseria: William F. Claxton |
| Streszczenie: Kuzyn pani Oleson, Sterling Murdoch, przyjeżdża do Walnut Grove, aby wydać pierwszą w mieście gazetę, The Pen and the Plow (Długopis i pług). Pani Oleson ma własną kolumnę w nowo powstałej gazecie i wkrótce pisze skandaliczne opowiadania o mieszkańcach miasteczka. Gdy pani Oleson dowiaduje się, że niemiecki uczeń Erich Schiller pokonał Nellie w szkolnym konkursie literowania, postanawia napisać w gazecie, że rodzice chłopca są analfabetami. Charles zgłasza skargę Murdochowi, ale ten nie widzi nic złego w artykule swojej kuzynki. Laura i Albert odpłacają się pani Oleson pięknym za nadobne, pisząc okrutne rzeczy o niej i jej córce Nellie. Ale pani Oleson odpowiada na atak pisząc historię sugerującą, że Albert jest pozamałżeńskim synem Charlesa. Charles ma dość i w niedzielę w kościele wyjawia prawdę o kłamstwach Murdocha i pani Oleson. Wyjaśnia kłamstwa o rodzinie Schillerów (potrafią czytać po niemiecku) i gani resztę miasta za czytanie tej gazety. Uwagi: W roli Sterlinga Murdocha wystąpił John Hillerman. |                                                                |                                                                |                                                                |                               |                               |                               |                               |
| 099 | 5.09                                                           | The Wedding                                                    | Ślub                                                           | 6.11.1978                     |                               |                               |                               |
| Scenariusz: Arthur Heinemann | Scenariusz: Arthur Heinemann                                   | Scenariusz: Arthur Heinemann                                   | Scenariusz: Arthur Heinemann                                   | Reżyseria: Michael Landon     | Reżyseria: Michael Landon     | Reżyseria: Michael Landon     | Reżyseria: Michael Landon     |
| Streszczenie: Adam oświadcza się Mary a ona się zgadza. Charles i Caroline jadą do Winoki na ślub. Mary zaczyna mieć wątpliwości co do małżeństwa, gdy jej rodzice mówią o byciu dziadkami i opowiadają jak trudno było nadążyć za biegającą Mary, gdy ta była mała. Mary martwi się jak ona i Adam będą mogli wychować dziecko, skoro obydwoje są niewidomi. Kiedy do Winoki nadchodzi burza piaskowa, Mary i Adam zdają sobie sprawę jak się mylili, gdy muszą ratować jedną ze swoich niewidomych uczennic, która oddzieliła się od grupy w drodze z pikniku do szkoły. Ostatecznie para bierze ślub w budynku szkoły dla niewidomych w Winoce. |                                                                |                                                                |                                                                |                               |                               |                               |                               |
| 100 | 5.10                                                           | Men Will Be Boys                                               | Męskie sprawy                                                  | 13.11.1978                    |                               |                               |                               |
| Scenariusz: Don Balluck | Scenariusz: Don Balluck                                        | Scenariusz: Don Balluck                                        | Scenariusz: Don Balluck                                        | Reżyseria: William F. Claxton | Reżyseria: William F. Claxton | Reżyseria: William F. Claxton | Reżyseria: William F. Claxton |
| Streszczenie: Gdy Albert i Andy upierają się, że mogą być samowystarczalni, Charles i Jonathan postanawiają wysłać ich na wyprawę, która ma chłopcom uświadomić, że bycie mężczyzną odpowiedzialnym za siebie nie jest łatwe. Ale Albert i Andy udowadniają swoją wartość, a ich ojcowie, którzy ich śledzili aby nie stała im się krzywda... cóż nie radzą sobie tak dobrze jak nastoletni chłopcy. |                                                                |                                                                |                                                                |                               |                               |                               |                               |
| 101 | 5.11                                                           | The Cheaters                                                   | Oszuści                                                        | 20.11.1978                    |                               |                               |                               |
| Scenariusz: Arthur Heinemann | Scenariusz: Arthur Heinemann                                   | Scenariusz: Arthur Heinemann                                   | Scenariusz: Arthur Heinemann                                   | Reżyseria: William F. Claxton | Reżyseria: William F. Claxton | Reżyseria: William F. Claxton | Reżyseria: William F. Claxton |
| Streszczenie: Uczniowie ze szkoły w Walnut Grove muszą zaliczyć serię testów przygotowujących ich do następnej klasy. Gdy Andy Garvey zdobywa oceny negatywne, jego rodzice proszą Nellie Oleson aby pomogła mu w nauce. Ale Nellie pokazuje Andy’emu nawet lepszą drogę do dobrych ocen – oszukiwanie. W międzyczasie Charles daje Albertowi inną lekcję dotyczącą oszukiwania. A wszystko dlatego, że Albert próbował celowo nie zaliczać testów, aby stać się bardziej popularnym i nie być uważanym za „kujona”. |                                                                |                                                                |                                                                |                               |                               |                               |                               |
| 102 | 5.12                                                           | Blind Journey (Part 1)                                         | Podróż w nieznane (Część 1)                                    | 27.11.1978                    |                               |                               |                               |
| Scenariusz: Carole Raschella, Michael Raschella, John T. Dugan | Scenariusz: Carole Raschella, Michael Raschella, John T. Dugan | Scenariusz: Carole Raschella, Michael Raschella, John T. Dugan | Scenariusz: Carole Raschella, Michael Raschella, John T. Dugan | Reżyseria: William F. Claxton | Reżyseria: William F. Claxton | Reżyseria: William F. Claxton | Reżyseria: William F. Claxton |
| Streszczenie: Okazuje się, że pan Hanson zostawił swój walący się dom miasteczku Walnut Grove. Rada miejska postanawia przekształcić dom w nową szkołę dla niewidomych, jako że właściciel szkoły dla niewidomych w Winoce powiadomił Mary i Adama, że czynsz został podniesiony do kwoty, której oni nie są w stanie zapłacić. Charles prosi Joego Kagana, aby ten towarzyszył mu w drodze do Winoki, skąd muszą przetransportować wszystkie dzieci do Walnut Grove. Ku ich zaskoczeniu i przerażeniu, okazuje się, że pani Oleson zapłaciła ogromną sumę pieniędzy, aby szkoła została nazwana jej imieniem i postanowiła podróżować z Winoki do Walnut Grove, aby wywrzeć wrażenie na niejakiej pani Terhune. |                                                                |                                                                |                                                                |                               |                               |                               |                               |
| 103 | 5.13                                                           | Blind Journey (Part 2)                                         | Podróż w nieznane (Część 2)                                    | 4.12.1978                     |                               |                               |                               |
| Scenariusz: Carole Raschella, Michael Raschella, John T. Dugan | Scenariusz: Carole Raschella, Michael Raschella, John T. Dugan | Scenariusz: Carole Raschella, Michael Raschella, John T. Dugan | Scenariusz: Carole Raschella, Michael Raschella, John T. Dugan | Reżyseria: William F. Claxton | Reżyseria: William F. Claxton | Reżyseria: William F. Claxton | Reżyseria: William F. Claxton |
| Streszczenie: W Winoce pani Oleson jest zawiedziona, gdy odkrywa, że pani Terhune nie jest damą z elit społeczeństwa St. Louis, ale raczej Hester Sue Terhune, Afroamerykanką, opiekunką szkoły dla niewidomych połączonej ze szkołą Adama i Mary Kendallów. W trakcie podróży do Walnut Grove pani Oleson musi pokonać swój rasizm, a Adam musi zmierzyć się ze swoim strachem przed wodą. Gdy wszyscy powrócili do Walnut Grove, Nels jest zaskoczony, że jego żona przezwyciężyła swój rasizm (przynajmniej na jakiś czas). Uwagi: Pierwsze pojawienie się Ketty Lester w roli Hester Sue Terhune. |                                                                |                                                                |                                                                |                               |                               |                               |                               |
| 104 | 5.14                                                           | The Godsister                                                  | Dobra wróżka                                                   | 18.12.1978                    |                               |                               |                               |
| Scenariusz: Don Balluck | Scenariusz: Don Balluck                                        | Scenariusz: Don Balluck                                        | Scenariusz: Don Balluck                                        | Reżyseria: Michael Landon     | Reżyseria: Michael Landon     | Reżyseria: Michael Landon     | Reżyseria: Michael Landon     |
| Streszczenie: Carrie bardzo tęskni za swoim tatą, gdy Charles i Jonathan przyjmują pracę w ekipie instalującej telefony i muszą być z dala od domu przez kilka tygodni. Gdy nikt nie ma dla niej czasu, mała Carrie tworzy wyimaginowaną koleżankę o imieniu Alyssa i obydwie przeżywają niesamowite przygody. Uwagi: Lindsay i Sidney Greenbush pojawiają się na ekranie razem grając role Carrie Ingalls i jej wyobrażonej koleżanki Alyssy. Czas trwania: ~ 90 minut. |                                                                |                                                                |                                                                |                               |                               |                               |                               |
| 105 | 5.15                                                           | The Craftsman                                                  | Rzemieślnik                                                    | 8.01.1979                     |                               |                               |                               |
| Scenariusz: Paul Wolff | Scenariusz: Paul Wolff                                         | Scenariusz: Paul Wolff                                         | Scenariusz: Paul Wolff                                         | Reżyseria: Michael Landon     | Reżyseria: Michael Landon     | Reżyseria: Michael Landon     | Reżyseria: Michael Landon     |
| Streszczenie: Albert podejmuje pracę jako praktykant dla żydowskiego wytwórcy trumien, który jest przyczyną wielu uprzedzeń w społeczeństwie. |                                                                |                                                                |                                                                |                               |                               |                               |                               |
| 106 | 5.16                                                           | Blind Man’s Bluff                                              | Ciuciubabka                                                    | 15.01.1979                    |                               |                               |                               |
| Scenariusz: Arthur Heinemann | Scenariusz: Arthur Heinemann                                   | Scenariusz: Arthur Heinemann                                   | Scenariusz: Arthur Heinemann                                   | Reżyseria: William F. Claxton | Reżyseria: William F. Claxton | Reżyseria: William F. Claxton | Reżyseria: William F. Claxton |
| Streszczenie: Jordan, szkolny kolega i przyjaciel Laury, ma marzenie o pracy w cyrku chociaż przez jeden dzień, ale niepokoją go kłótnie jego rodziców. Gdy wypadek powoduje czasową ślepotę, Jordan udaje, że nie odzyskał wzroku, aby zbliżyć swoich rodziców do siebie i uniknąć zbliżającego się rozwodu. Laura odkrywa oszustwo Jordana i toczy wewnętrzną walkę, czy powinna powiedzieć wszystkim prawdę, czy nie. |                                                                |                                                                |                                                                |                               |                               |                               |                               |
| 107 | 5.17                                                           | Dance With Me                                                  | Zatańcz ze mną                                                 | 22.01.1979                    |                               |                               |                               |
| Scenariusz: Paul Wolff | Scenariusz: Paul Wolff                                         | Scenariusz: Paul Wolff                                         | Scenariusz: Paul Wolff                                         | Reżyseria: Michael Landon     | Reżyseria: Michael Landon     | Reżyseria: Michael Landon     | Reżyseria: Michael Landon     |
| Streszczenie: Do Walnut Grove przybywa beztroski bankrut Toby Noe. Zostaje on u Ingallsów, powodując tylko problemy i wykorzystując ich finansowo, gdyż nie ma jak zapłacić im za nocleg ani nawet za jedzenie. Toby’emu wpada w oko pełna animuszu stara panna Amanda Cooper i postanawia on zdobyć jej serce, lecz kobieta jest zdeterminowana, aby trzymać go na dystans. W międzyczasie Laura podkochuje się w szkolnym koledze Jasonie i z pomocą Alberta próbuje sprawić, aby chłopiec zwrócił na nią uwagę. Uwagi: W roli Toby’ego Noe wystąpił Ray Bolger, a w roli Amandy Cooper wystąpiła Eileen Heckart. |                                                                |                                                                |                                                                |                               |                               |                               |                               |
| 108 | 5.18                                                           | The Sound Of Children                                          | Dziecięce głosy                                                | 5.02.1979                     |                               |                               |                               |
| Scenariusz: Carole Raschella, Michael Raschella | Scenariusz: Carole Raschella, Michael Raschella                | Scenariusz: Carole Raschella, Michael Raschella                | Scenariusz: Carole Raschella, Michael Raschella                | Reżyseria: William F. Claxton | Reżyseria: William F. Claxton | Reżyseria: William F. Claxton | Reżyseria: William F. Claxton |
| Streszczenie: Mary i Adam dowiadują się, że będą mieli dziecko. Ojciec Adama odwiedza Walnut Grove i przekonuje Adama i Mary, aby przeprowadzili się do Nowego Jorku, żeby Adam mógł uczęszczać do skoły prawniczej i ostatecznie stać się partnerem ojca w jego firmie prawniczej. Gdy Mary poroniła, Adam zdał sobie sprawę, że problemy między nim a jego ojcem są nie do pokonania. |                                                                |                                                                |                                                                |                               |                               |                               |                               |
| 109 | 5.19                                                           | The Lake Kezia Monster                                         | Potwór z jeziora Kezia                                         | 12.02.1979                    |                               |                               |                               |
| Scenariusz: John T. Dugan | Scenariusz: John T. Dugan                                      | Scenariusz: John T. Dugan                                      | Scenariusz: John T. Dugan                                      | Reżyseria: Michael Landon     | Reżyseria: Michael Landon     | Reżyseria: Michael Landon     | Reżyseria: Michael Landon     |
| Streszczenie: Pani Oleson próbuje eksmitować Kezię z jej domu nad jeziorem. Wraz z dziećmi wprowadza się i zmusza Kezię aby im usługiwała jako pokojówka, jednak Laura, Albert i Andy Garvey przygotowują plan, aby pozbyć się Olesonów z domu Kezii. Dzieci proszą kobietę o zmyślenie historii o potworze, który zamieszkuje jezioro, a następnie same przebierają się za potwora. Plan się udaje, pani Oleson wraz z dziećmi ucieka z krzykiem a Kezia odzyskuje swój dom. |                                                                |                                                                |                                                                |                               |                               |                               |                               |
| 110 | 5.20                                                           | Barn Burner                                                    | Podpalacz                                                      | 19.02.1979                    |                               |                               |                               |
| Scenariusz: Don Balluck | Scenariusz: Don Balluck                                        | Scenariusz: Don Balluck                                        | Scenariusz: Don Balluck                                        | Reżyseria: Michael Landon     | Reżyseria: Michael Landon     | Reżyseria: Michael Landon     | Reżyseria: Michael Landon     |
| Streszczenie: Farmer Judd Larabee sprzeciwia się ustanowieniu standardowych cen pszenicy, zwłaszcza że ciemnoskórzy rolnicy mieliby dostać tyle samo pieniędzy co biali. Jonathan Garvey ma dość rasizmu Larabee’ego i stawia mu czoła przed jego rodziną. Napięcie rośnie, gdy mściwy Larabee niespodziewanie odwiedza Garveyów i atakuje Andy’ego, który jest sam w domu. Następnie stodoła Garveyów zostaje doszczętnie spalona a Larabee zostaje oskarżony o podpalenie. Andy zna prawdę, ale czy jego zeznania będą wystarczające, zanim los Larabee’ego zostanie przesądzony? |                                                                |                                                                |                                                                |                               |                               |                               |                               |
| 111 | 5.21                                                           | The Enchanted Cottage                                          | Zaczarowana chatka                                             | 26.02.1979                    |                               |                               |                               |
| Scenariusz: Don Balluck | Scenariusz: Don Balluck                                        | Scenariusz: Don Balluck                                        | Scenariusz: Don Balluck                                        | Reżyseria: William F. Claxton | Reżyseria: William F. Claxton | Reżyseria: William F. Claxton | Reżyseria: William F. Claxton |
| Streszczenie: Mary zaczyna ponownie widzieć światło i cała rodzina ma nadzieję, że dziewczyna wkrótce odzyska wzrok. Ona i Charles podróżują aby zobaczyć się z lekarzem, wykonać testy i uzyskać profesjonalną opinię. Tymczasem Adam toczy walkę z możliwością iż Mary odzyska wzrok i zastanawia się co to oznacza dla ich przyszłości. Podekscytowana Laura namawia Alberta aby razem naprawili starą budę pana Edwardsa na powrót Mary. Nels Oleson oddaje im niesprzedane farby, aby Laura dokończyła swój projekt. Jednakże okazauje się, ze cała praca Laury poszła na marne, gdy doktor odkrywa, że ślepota Mary jest nieodwracalna (jej wrażliwość na ciepło była przyczyną wrażenia, że widzi światło). Charles tłumaczy Mary, że użalanie się nad sobą nic nie daje. Jest to lekcja, którą Mary przekazuje swojej młodszej siostrze Laurze po powrocie do Walnut Grove. |                                                                |                                                                |                                                                |                               |                               |                               |                               |
| 112 | 5.22                                                           | Someone Please Love Me                                         | Niech mnie ktoś pokocha                                        | 5.03.1979                     |                               |                               |                               |
| Scenariusz: Michael Landon | Scenariusz: Michael Landon                                     | Scenariusz: Michael Landon                                     | Scenariusz: Michael Landon                                     | Reżyseria: William F. Claxton | Reżyseria: William F. Claxton | Reżyseria: William F. Claxton | Reżyseria: William F. Claxton |
| Streszczenie: Podczas podróży do Sleepy Eye, Charles poznaje Bretta Harpera, jednego z najlepszych hodowców koni. Jednakże alkoholizm Harpera odcisnął duże piętno na jego rodzinie i spowodował jej rozbicie. Charles tymczasowo wciela się w głowę rodziny, gdy próbuje otrzeźwić Harpera, ale okazuje się, że za bardzo wczuł się w rolę, gdyż żona i dzieci Harpera bardziej lubią Charlesa niż pijanego Bretta (do tego stanu doprowadziła go śmierć syna za którą się obwinia). Charlesowi udaje się przekonać rodzinę przyjaciela, że Brett jest dobrym człowiekiem, ale aby to zobaczyli to on musi być trzeźwy. |                                                                |                                                                |                                                                |                               |                               |                               |                               |
| 113 | 5.23                                                           | Mortal Mission                                                 | Śmiertelna misja                                               | 12.03.1979                    |                               |                               |                               |
| Scenariusz: John T. Dugan | Scenariusz: John T. Dugan                                      | Scenariusz: John T. Dugan                                      | Scenariusz: John T. Dugan                                      | Reżyseria: William F. Claxton | Reżyseria: William F. Claxton | Reżyseria: William F. Claxton | Reżyseria: William F. Claxton |
| Streszczenie: Wielu mieszkańców Walnut Grove, włączając w to Laurę, Alberta i Adama, bardzo choruje po zjedzeniu baraniny zarażonej wąglikiem. Szkoła dla niewidomych staje się prowizorycznym szpitalem, jak i kostnicą. Charles i Jonathan, jako jedni z niewielu, którzy nie zachorowali, ścigają się z czasem, aby dowieźć zaopatrzenie i leki do szkoły, ale muszą się zmierzyć z kilkoma przeszkodami. Mianowicie z braćmi, którzy sprzedali zakażone mięso, mimo iż dobrze wiedzieli czym grozi zjedzenie go, oraz rolnik, który uważa, że wzbogaci się na skradzionych lekach. Żona rolnika jednak odwraca się przeciwko niemu i rozkazuje mu uwolnić Charlesa i Jonathana, którym w końcu uaje się dostarczyć leki tym, którzy przeżyli. |                                                                |                                                                |                                                                |                               |                               |                               |                               |
| 114 | 5.24                                                           | The Odyssey                                                    | Odyseja                                                        | 19.03.1979                    |                               |                               |                               |
| Scenariusz: Carole Raschella, Michael Raschella | Scenariusz: Carole Raschella, Michael Raschella                | Scenariusz: Carole Raschella, Michael Raschella                | Scenariusz: Carole Raschella, Michael Raschella                | Reżyseria: Michael Landon     | Reżyseria: Michael Landon     | Reżyseria: Michael Landon     | Reżyseria: Michael Landon     |
| Streszczenie: Przyjaciel Laury i Alberta ma jedno marzenie – aby pewnego dnia zobaczyć ocean. Gdy chłopiec odkrywa, że jest smiertelnie chory, postanawia wyruszyć na wędrówkę aby spełnić swoje marzenie a Laura i Albert przyłączają się do niego. Gdy trio rozpoczyna podróż do San Francisco, natyka się na kilka przeszkód i wkrótce zostają odnalezieni przez zmartwionego Charlesa. Dzieci przekonują Charlesa, aby pomógł Dylanowi spełnić swoje marzenie zobaczenia oceanu przed śmiercią. Grupa spotyka po drodze Williama Randolpha Hearsta, znanego Amerykańskiego potentata prasowego. |                                                                |                                                                |                                                                |                               |                               |                               |                               |

## Filmy telewizyjne
| 001 | 1.00                                       | Little House on the Prairie / Pilot Movie  | Domek na prerii                               | 30.03.1974                | wiosna 1993 (VHS)         |                           |                           |
| Scenariusz: Blanche Hanalis, Jack Hanrahan | Scenariusz: Blanche Hanalis, Jack Hanrahan | Scenariusz: Blanche Hanalis, Jack Hanrahan | Scenariusz: Blanche Hanalis, Jack Hanrahan    | Reżyseria: Michael Landon | Reżyseria: Michael Landon | Reżyseria: Michael Landon | Reżyseria: Michael Landon |
| Występują: Michael Landon (Charles Ingalls), Karen Grassle (Caroline Ingalls), Melissa Gilbert (Laura Ingalls), Melissa Sue Anderson (Mary Ingalls), Lindsay Sidney Green Bush (Carrie Ingalls), Victor French (pan Edwards), Victor Mohica (Soldat Du Chene), Cal Bellini (Indianin), Sam Vlahos (Indianin), Richard Alarian (Indianin), Marian Beeler (Charlotte Holbrook), John Steadman (Frederick Holbrook), Ruth Foster (Ruby Ingalls, nazwisko nie pojawia się w czołówce) |                                            |                                            |                                               |                           |                           |                           |                           |
| Streszczenie: Pięcioosobowa rodzina Ingallsów opuszcza domek w lasach Wisconsin i osiedla się na preriach Kansas, gdzie zakładają nowe gospodarstwo i próbują na nowo ułożyć życie. Gdy wygląda na to, że się udało, okazuje się, że muszą wyjechać. Uwagi: Film jest najwierniejszą ekranizacją książek ze wszystkich nakręconych w ramach serialu odcinków. Czas trwania: ~ 90 minut |                                            |                                            |                                               |                           |                           |                           |                           |
| 002 | 6.10                                       | The Little House Years                     | –                                             | 15.11.1979                | –                         |                           |                           |
| Scenariusz: Michael Landon | Scenariusz: Michael Landon                 | Scenariusz: Michael Landon                 | Scenariusz: Michael Landon                    | Reżyseria: Michael Landon | Reżyseria: Michael Landon | Reżyseria: Michael Landon | Reżyseria: Michael Landon |
| Występują: Michael Landon (Charles Ingalls), Karen Grassle (Caroline Ingalls), Melissa Gilbert (Laura Ingalls), Melissa Sue Anderson (Mary Kendall), Lindsay i Sidney Greenbush (Carrie Ingalls), Wendi i Brenda Turnbaugh (Grace Ingalls), Matthew Laborteaux (Albert Quinn-Ingalls), Linwood Boomer (Adam Kendall), Shawna Landon (dziewczynka w bibliotece, nazwisko nie pojawia się w czołówce) oraz w ujęciach archiwalnych: Victor French (pan Edwards), Richard Bull (Nels Oleson), Kathrine MacGregor (Harriet Oleson), Alison Arngrim (Nellie Oleson), Jonathan Gilbert (Willie Oleson), Karl Swenson (pan Hanson), Kevin Hagen (doktor Baker), Dabbs Greer (pastor Alden), Charlotte Stewart (panna Beadle), Ramon Bieri (Liam O’Neill), Ernest Borgnine (Jonathan), Arthur Hill (Lansford Ingalls), Rick Hurst (Jacob Jacobsen), Don Knight (Jack Peters), Mark Lenard (Peter Ingalls), Hersha Parady (Eliza Ingalls), Jan Sterling (Laura Colby Ingalls), Bonnie Bartlett (Grace Snider Edwards), Eve Brent (Elna Jacobsen), Walter Brooke (Sandler), William Cort (doktor Mayo), Ted Gehring (Ebenezer Sprague), Robert Gibbons (urzędnik), Shane Sinutko (Jonah) |                                            |                                            |                                               |                           |                           |                           |                           |
| Streszczenie: Po uroczystej kolacji w dniu Święta Dziękczynienia, rodzina zaczyna wspominać. Najwięcej opowiada Laura i oświadcza, że gdy dorośnie, spisze wszystkie swoje wspomnienia i wyda je w formie książki. Uwagi: Film nie wyemitowany w Polsce. W większości krajów (oraz w USA, poza pierwszą emisją), pokazywany jako trzyczęściowy odcinek. W dużej części składa się z archiwalnych ujęć ze wcześniejszych odcinków. W ostatniej scenie, widzimy współczesną dziewczynkę (graną przez najmłodszą córkę Landona), która w bibliotece sięga po książkę „Domek na prerii”. Czas trwania: ~ 135 minut. |                                            |                                            |                                               |                           |                           |                           |                           |
| 003 | 10.01                                      | Little House: Look Back to Yesterday       | Domek na prerii: Spojrzenie w przeszłość      | 12.12. 1983               | 10-11.02.1998 (Polsat 2)  |                           |                           |
| Scenariusz: Vince Gutierrez | Scenariusz: Vince Gutierrez                | Scenariusz: Vince Gutierrez                | Scenariusz: Vince Gutierrez                   | Reżyseria: Victor French  | Reżyseria: Victor French  | Reżyseria: Victor French  | Reżyseria: Victor French  |
| Występują: Melissa Gilbert (Laura Ingalls Wilder), Dean Butler (Almanzo Wilder), Richard Bull (Nels Oleson), Victor French (pan Edwards), Michael Landon (Charles Ingalls), Matthew Laborteaux (Albert Ingalls), Kevin Hagen (doktor Baker), Dabbs Greer (pastor Alden), Shannen Doherty (Jenny Wilder), Jonathan Gilbert (Willie Oleson), Allison Balson (Nancy Oleson), Jennifer i Michele Steffin (Rose Wilder, nazwisko nie pojawia się w czołówce), Stan Ivar (John Carter), Pamela Roylance (Sarah Carter), Lindsay Kennedy (Jeb Carter), David Friedman (Jason Carter), Leslie Landon (Etta Plum), Robert Casper (Sherwood Montague), Sherri Stoner (Rachel Brown Oleson), Cooper Huckabee (Vance Reed), Melora Hardin (Michele Pierson), Henry Brandon (Otis Wagner), James T. Callahan (doktor Houser), Charles Cyphers (Zack Taylor), Robert Balderson (lekarz), Roberto Concina (mieszkaniec miasta), Lois Hall (sekretarka), Erik Holland (Gunnar Lindstrom), Victor Izay (Thomas Hall), Jack Lilley (mieszkaniec miasta), Bob Miles (mieszkaniec miasta), Shonda Whipple (Amy Bryant)                                                                             |                                            |                                            |                                               |                           |                           |                           |                           |
| |                                            |                                            |                                               |                           |                           |                           |                           |
| 004 | 10.02                                      | Little House: Bless All the Dear Children  | Domek na prerii: Błogosław wszystkim dzieciom | 17.12.1984                | 12-13.02.1998 (Polsat 2)  |                           |                           |
| Scenariusz: Chris Abbott | Scenariusz: Chris Abbott                   | Scenariusz: Chris Abbott                   | Scenariusz: Chris Abbott                      | Reżyseria: Victor French  | Reżyseria: Victor French  | Reżyseria: Victor French  | Reżyseria: Victor French  |
| Występują: Melissa Gilbert (Laura Ingalls Wilder), Dean Butler (Almanzo Wilder), Richard Bull (Nels Oleson), Victor French (Isaiah Edwards), Shannen Doherty (Jenny Wilder), Michael Landon (Charles Ingalls, głos – nazwisko nie pojawia się w czołóce), Jennifer i Michele Steffin (Rose Wilder, nazwisko nie pojawia się w czołówce), Kevin Hagen (doktor Baker), Allison Balson (Nancy Oleson), Stan Ivar (John Carter), Pamela Roylance (Sarah Carter), Lindsay Kennedy (Jeb Carter), David Friedman (Jason Carter), Leslie Landon (Etta Plum), Ruth Foster (pani Foster), Robert Casper (Sherwood Montague), Patricia Pearcy (Elsa Norris), Robin Clarke (Patrick Norris), Harvey Vernon (pan Baker), Richard Armstrong (szeryf), Jack Dunlap (szeryf), Henry Max Kendrick (szeryf), Garin Bougié (chłopak), Joel Graves (Sam), Colin Hamilton (pan Dodsworthy), Robert L. Lee (sprzedawca biletów), Jack Lilley (woźnica), Stephen Roberts (doktor Langley), Kate Williamson (pielęgniarka), Joe Young (żebrak), Ike Eisenmann (Erich Schiller, nazwisko nie pojawia się w czołówce), Angella Kaye (dziewczynka, nazwisko nie pojawia się w czołówce)                   |                                            |                                            |                                               |                           |                           |                           |                           |
| Streszczenie: Wilderowie i pan Edwards desperacko poszukują małej Rose, którą porwała kobieta w szoku po stracie własnego dziecka. Uwagi: W Polsce, film wyemitowano jako dwuczęściowy odcinek. Katherine MacGregor, choć nakręciła sceny do filmu, w jego ostatecznym kształcie nie pojawia się. Czas trwania: ~ 90 minut. |                                            |                                            |                                               |                           |                           |                           |                           |
| 005 | 10.03                                      | Little House: The Last Farewell            | Domek na prerii: Ostatnie pożegnanie          | 6.02.1984                 | 16-17.02.1998 (Polsat 2)  |                           |                           |
| Scenariusz: Michael Landon | Scenariusz: Michael Landon                 | Scenariusz: Michael Landon                 | Scenariusz: Michael Landon                    | Reżyseria: Michael Landon | Reżyseria: Michael Landon | Reżyseria: Michael Landon | Reżyseria: Michael Landon |
| Występują: Melissa Gilbert (Laura Ingalls Wilder), Dean Butler (Almanzo Wilder), Richard Bull (Nels Oleson), Victor French (Isaiah Edwards), Kevin Hagen (doktor Baker), Dabbs Greer (pastor Alden), Shannen Doherty (Jenny Wilder), Michael Landon (Charles Ingalls), Karen Grassle (Caroline Ingalls), Jonathan Gilbert (Willie Oleson), Allison Balson (Nancy Oleson), Sherri Stoner (Rachel Brown-Oleson), Stan Ivar (John Carter), Pamela Roylance (Sarah Carter), Lindsay Kennedy (Jeb Carter), David Friedman (Jason Carter), Leslie Landon (Etta Plum), Robert Casper (Sherwood Montague), Ruth Foster (pani Foster), Jennifer i Michele Steffin (Rose Wilder, nazwisko nie pojawia się w czołówce), Jack Lilley (woźnica), James Karen (Nathan Lassiter), Dennis Robertson (Drew Coleson), Roger Torrey (płk. Forbes), Rod Colbin (pan Davis), Alvy Moore (burmistrz), Bill McLennan (burmistrz), Ross McKerras (klient), Diane Kennerly (dziewczynka), Steve Rumph (Arnie), Gary Pagett (Turner), Alex Sharp (zwolennik), Angella Kaye (uczennica) |                                            |                                            |                                               |                           |                           |                           |                           |
| Streszczenie: Mieszkańcy Walnut Grove dowiadują się, że kolejowy potentat przejął miasteczko i chce jego mieszkańcom narzucić własne reguły. Nie mogąc z tym walczyć, ostatecznie niszczą wszystkie budynki. Uwagi: W Polsce, film wyemitowano jako dwuczęściowy odcinek. Katherine MacGregor, choć nakręciła sceny do filmu, w jego ostatecznym kształcie nie pojawia się. Ostateczny finał serialu – Michael Landon zaplanował go w ten sposób, nie chcąc, by budynki wykorzystywane były przez innych twórców. Oszczędzony został jedynie „domek Ingallsów”, który jednak w lipcu 2004 spłonął w pożarach, jakie nawiedziły Kalifornię. Czas trwania: ~ 90 minut. |                                            |                                            |                                               |                           |                           |                           |                           |